# Avlidna 2025
Detta är en lista över kända personer som har avlidit under 2025.

## Augusti

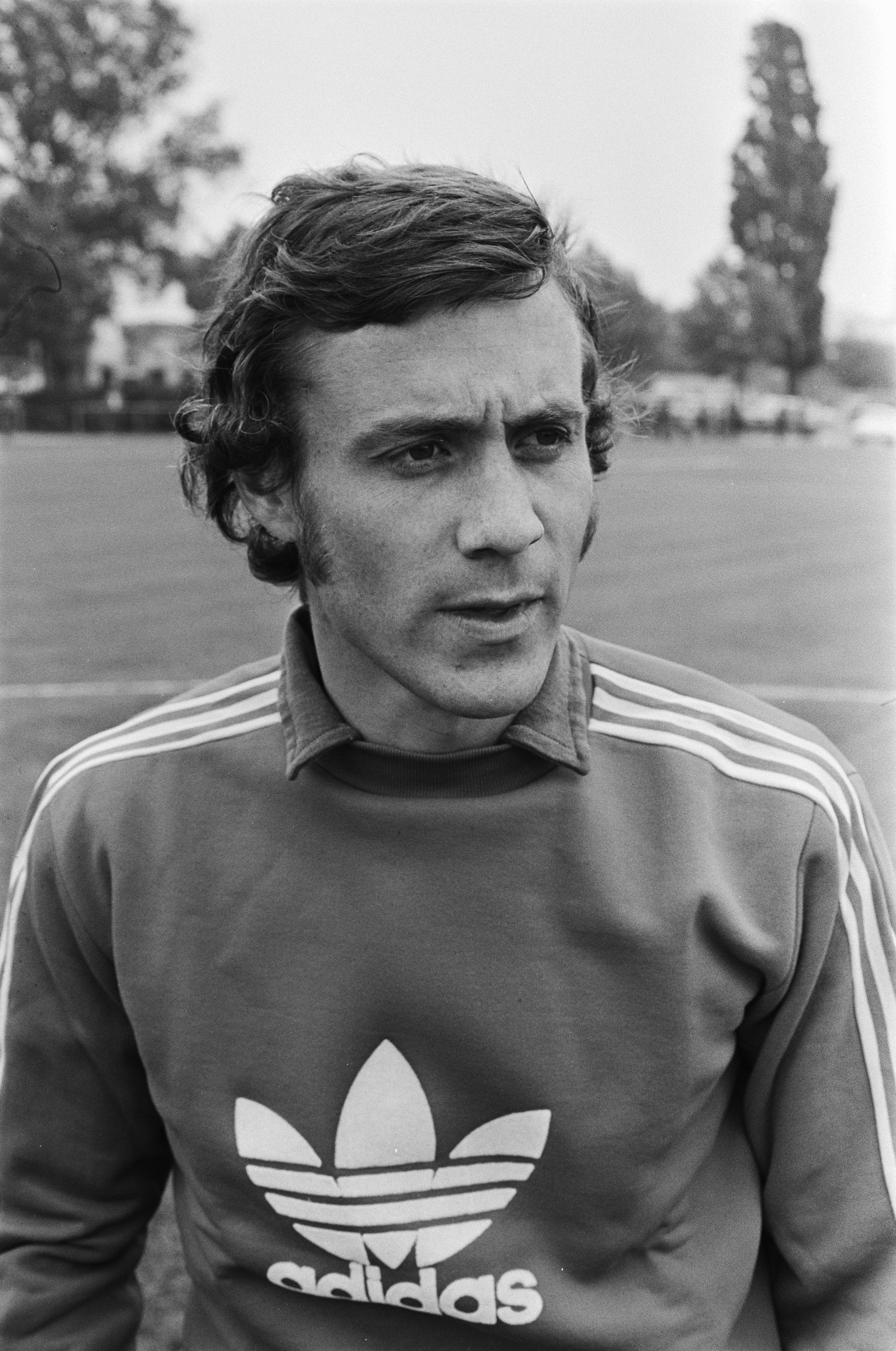
Den svenske fotbollsspelaren Ove Kindvall avled 5 augusti, 82 år gammal.

- Exakt datum saknas – Levan Gatjetjiladze, 61, georgisk vinproducent, affärsman och politiker, presidentkandidat 2008.[1]
- 19 augusti – Razak Omotoyossi, 39, beninsk fotbollsspelare (bl.a i Allsvenskan).[2]
- 19 augusti – Eemeli Peltonen, 30, finländsk politiker, riksdagsledamot 2023–2025.[3]
- Exakt datum saknas – Niilo Halonen, 84, finländsk backhoppare, OS-silver 1960.[4]
- 17 augusti – Terence Stamp, 87, brittisk skådespelare.[5]
- 16 augusti – Caroline Krook, 80, svensk präst, biskop i Stockholms stift 1998–2009.[6]
- 16 augusti – Jules Witcover, 98, amerikansk journalist.[7]
- 15 augusti – Thore Härdelin, 79, svensk riksspelman.[8]
- 15 augusti – Greg Iles, 65, amerikansk författare.[9]
- 15 augusti – Agne Jälevik, 82, svensk sportjournalist och TV-programledare.[10]
- 14 augusti – Michael "Mike" Castle, 86, amerikansk republikansk politiker, guvernör i Delaware 1985–1992 och representanthusledamot 1993–2011.[11]
- 14 augusti – Mats Wahl, 80, svensk författare.[12]
- 13 augusti – Sonallah Ibrahim, 88, egyptisk författare.[13]
- 13 augusti – Tomo Sakurai, 53, japansk skådespelerska och sångerska.[14]
- 12 augusti – George Reid, 86, brittisk (skotsk) politiker, talman i skotska parlamentet 2003–2007.[15]
- 11 augusti – Gabi Novak, 89, kroatisk pop- och jazzsångare.[16]
- 10 augusti – Kunishige Kamamoto, 81, japansk fotbollsspelare.[17]
- 10 augusti – Bobby Whitlock, 77, amerikansk sångare, låtskrivare och musiker.[18]
- 8 augusti –  Mats Lindh, 77, svensk ishockeyspelare.[19]
- 8 augusti – William H. Webster, 101, amerikansk federal domare och ämbetsman, chef för FBI 1978–1987 och chef för CIA 1987–1991.[20]
- 7 augusti – Jim Lovell, 97, amerikansk astronaut.[21]
- 5 augusti – Jorge Costa, 53, portugisisk fotbollsspelare och tränare.[22]
- 5 augusti – Ion Iliescu, 95, rumänsk politiker, president 1990–1996 och 2000–2004.[23]
- 5 augusti – Ove Kindvall, 82, svensk fotbollsspelare, bragdmedaljör.[24]
- 5 augusti – Frank Mill, 67, tysk fotbollsspelare.[25]
- 5 augusti – Ulf Neidemar, 85, svensk popsångare och låtskrivare.[26]
- 5 augusti – Kenth Olsson, 79, svensk friidrottare (häcklöpare) och friidrottstränare, förbundskapten för Sveriges herrlandslag 1995–2000.[27]
- 5 augusti – Kjell Erik Ståhl, 79, svensk maratonlöpare.[28]
- 4 augusti – Marco Bonamico, 68, italiensk basketspelare, OS-silver (lagmedalj) 1980.[29]
- 4 augusti – Tor Åge Bringsværd, 85, norsk science fiction-författare.[30]
- 4 augusti – Mike Hill, 86, amerikansk golfspelare.[31]
- 4 augusti – Terry Reid, 75, brittisk sångare, låtskrivare och gitarrist.[32]
- 4 augusti – Shibu Soren, 81, indisk politiker, i olika omgångar chefsminister i Jharkhand samt kolenergiminister.[33]
- 3 augusti – Loni Anderson, 79, amerikansk skådespelare.[34]
- 3 augusti – Stella Rimington, 90, brittisk underrättelsechef och författare, chef för MI5 1992–1996.[35]
- 3 augusti – Ercole Spada, 88, italiensk bildesigner.[36]
- 2 augusti – Vladimir Popov, 63, rysk brottare, OS-brons 1988 (då tävlande för Sovjetunionen).[37]
- 1 augusti – Jonathan Kaplan, 77, amerikansk film- och TV-regissör.[38]

## Juli

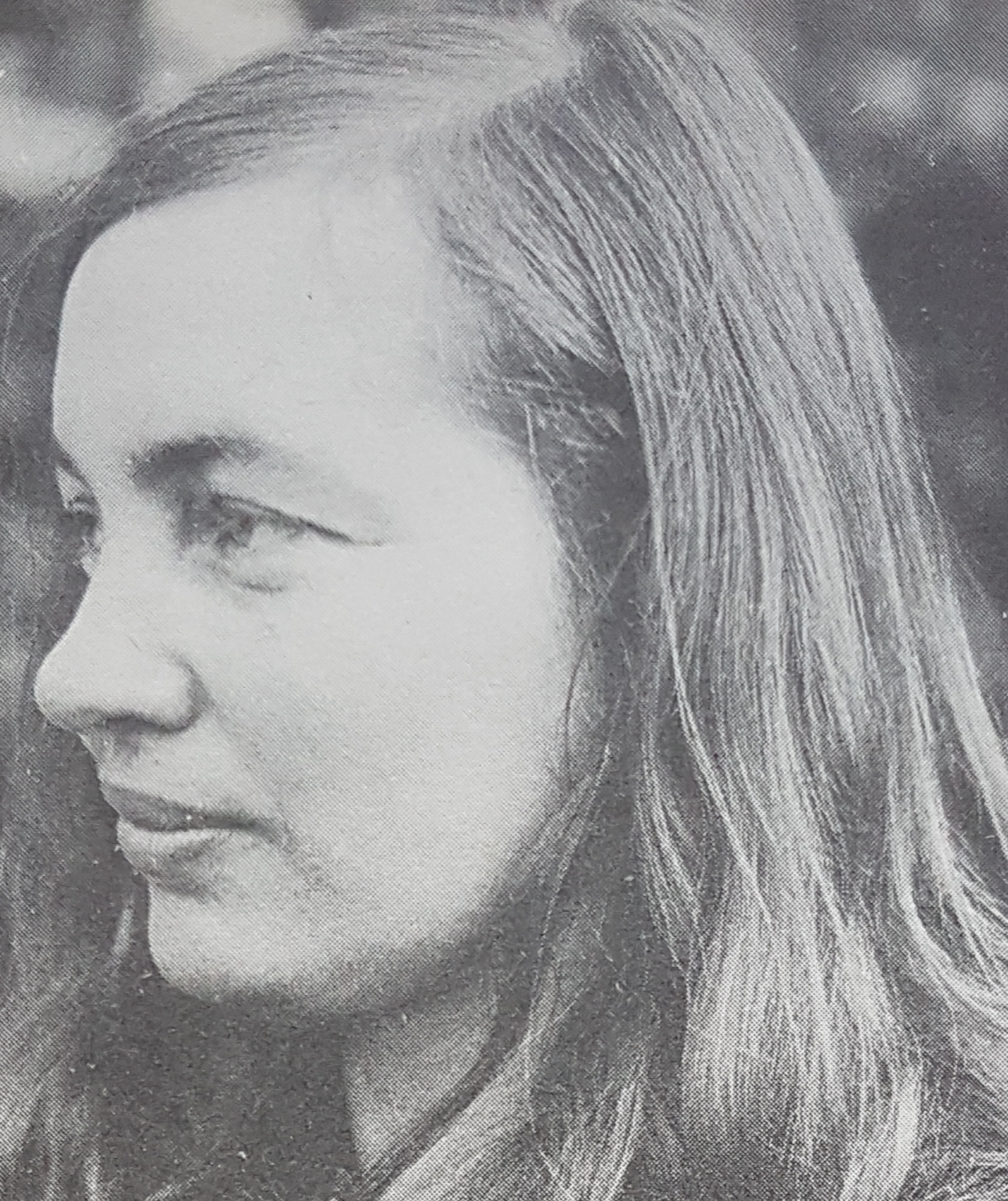
Den svenska konstnären Lena Cronqvist avled 29 juli, 86 år gammal.

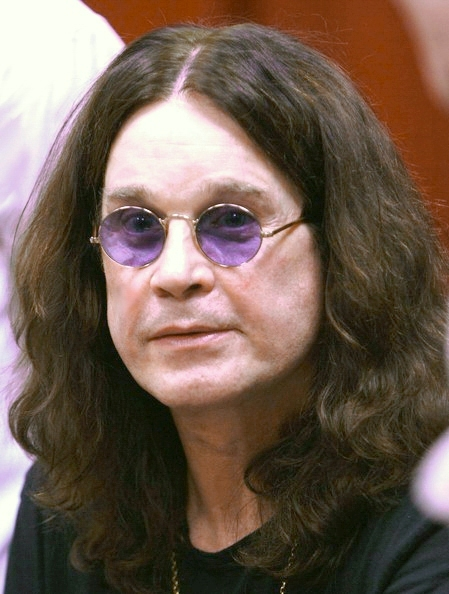
Den brittiske sångaren Ozzy Osbourne avled 22 juli, 76 år gammal.

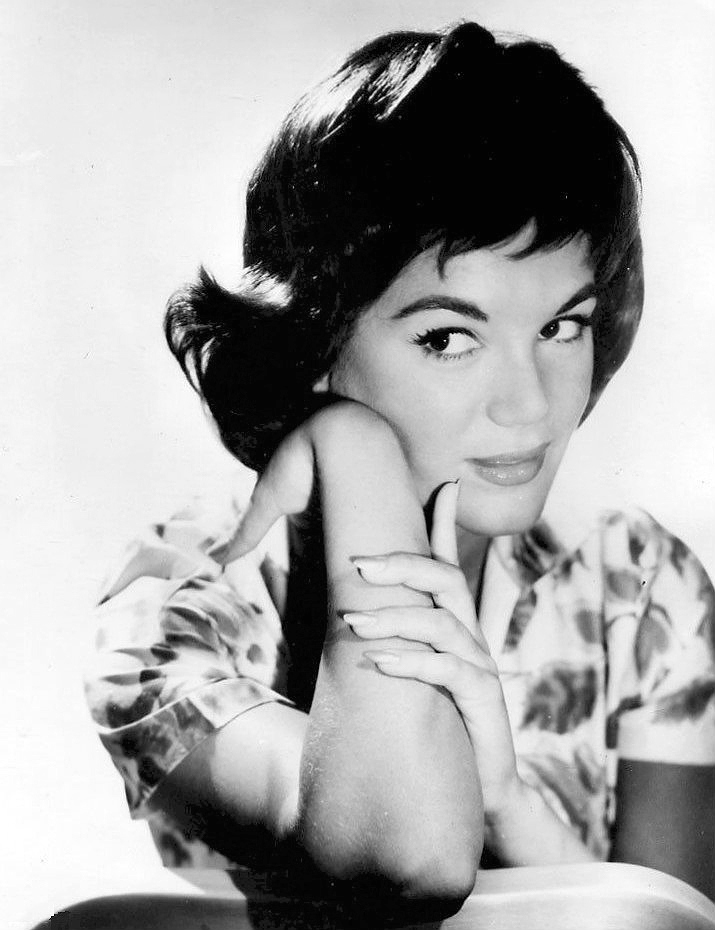
Den amerikanska sångaren och skådespelaren Connie Francis avled 16 juli, 87 år gammal.

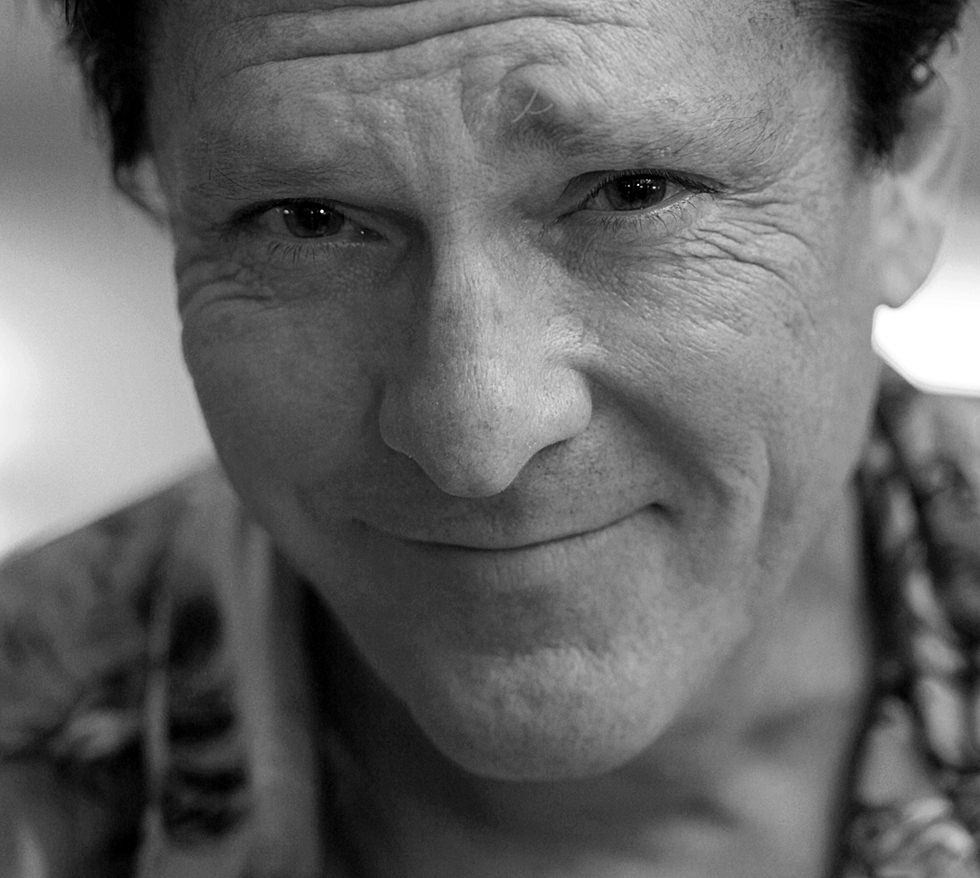
Den amerikanske skådespelaren Michael Madsen avled 3 juli, 67 år gammal.

- 31 juli – Adriana Asti, 94, italiensk skådespelare.[39]
- 31 juli – Lillemor Hallin, 91, svensk bildlärare, textilkonstnär, författare och ekumenisk kyrkoprofil.[40]
- 31 juli – Robert Wilson, 83, amerikansk teaterregissör, dramatiker och konstnär.[41]
- 31 juli – Marlena Zagoni, 74, rumänsk roddare, OS-brons (lagmedalj) 1980.[42]
- 30 juli – Ulla Björkman, 86, svensk entreprenör, känd som "Roulettdrottningen".[43]
- 30 juli – George Nigh, 98, amerikansk demokratisk politiker, guvernör i Oklahoma 1963 och 1979–1987.[44]
- 29 juli – Lena Cronqvist, 86, svensk konstnär.[45][46]
- 28 juli – Laura Dahlmeier, 31, tysk skidskytt.[47]
- 28 juli – Salvatore Gionta, 94, italiensk vattenpolospelare, OS-guld (lagmedalj) 1960.[48]
- 27 juli – Horst Mahler, 89, tysk advokat och nynazistisk politisk aktivist.[49]
- 27 juli – Dieter Strand, 88, svensk journalist, författare och kolumnist.[50]
- 26 juli – Tom Lehrer, 97, amerikansk sångare, låtskrivare och satiriker.[51]
- 26 juli – Daddy Lumba, 60, ghanansk sångare, låtskrivare och musiker.[52]
- 25 juli – Doris Gercke, 88, tysk författare.[53]
- 25 juli – Dwight Muhammad Qawi, 72, amerikansk boxare.[54]
- 24 juli – Hulk Hogan, 71, amerikansk fribrottare, skådespelare och TV-personlighet.[55]
- 24 juli – Cleo Laine, 97, brittisk jazz- och popsångare.[56]
- 24 juli – Tommy McLain, 85, amerikansk sångare, musiker och låtskrivare.[57]
- 22 juli – Angeles Bermudez Svankvist, 62, svensk tandläkare och ämbetsman, generaldirektör för Arbetsförmedlingen 2008–2013.[58]
- 22 juli – Joey Jones, 70, brittisk (walesisk) fotbollsspelare.[59]
- 22 juli – Ozzy Osbourne, 76, brittisk sångare, låtskrivare och TV-personlighet.[60]
- 21 juli – Roy Black, 80, amerikansk försvarsadvokat.[61]
- 20 juli – Kenneth Hermele, 76, svensk författare, ekonom och humanekolog.[62]
- 20 juli – Malcolm-Jamal Warner, 54, amerikansk skådespelare (Cosby, m.m).[63]
- 19 juli – Ingvar Ambjørnsen, 69, norsk författare.[64]
- 19 juli – Joanna Macy, 96, amerikansk miljöaktivist, djupekolog, systemteoretiker och författare.[65]
- 18 juli – Percy Barnevik, 84, svensk företagsledare.[66]
- 18 juli – Hal Galper, 87, amerikansk jazzpianist, kompositör och orkesterledare.[67]
- 18 juli – Roger Norrington, 91, brittisk dirigent.[68]
- 18 juli – Hitomi Obara, 44, japansk brottare, OS-guld 2012.[69]
- 18 juli – André Vingt-Trois, 82, fransk romersk-katolsk kardinal, ärkebiskop av Paris 2005–2017.[70]
- 17 juli – Felix Baumgartner, 56, österrikisk fallskärmshoppare och äventyrare.[71]
- 17 juli – Berit Frodi, 99, svensk skådespelare, sångerska och regissör.[72]
- 17 juli – Udo Voigt, 73, tysk politiker, partiledare för NPD 1996–2011 och europaparlamentariker 2014–2019.[73]
- 16 juli – Connie Francis, 87, amerikansk sångare och skådespelare.[74]
- 16 juli – Claus Peymann, 88, tysk teaterregissör och teaterchef.[75]
- 16 juli – Eero Raittinen, 80, finländsk sångare och trummis.[76]
- 16 juli – Mikael Rying, 67, svensk kriminolog.[77]
- 16 juli – Wayne Thomas, 77, kanadensisk ishockeymålvakt, ishockeytränare och idrottsledare.[78]
- 15 juli – Audun Grønvold, 49, norsk alpin skidåkare och skicrossåkare, OS-brons 2010.[79]
- 14 juli – John MacArthur, 86, amerikansk evangelikal pastor, predikant, skribent och teolog.[80]
- 14 juli – Ulla Viotti, 91, svensk målare, skulptör och keramiker.[81]
- 13 juli – Muhammadu Buhari, 82, nigeriansk politiker, president 1983–1985 och 2015–2023.[82]
- 13 juli – Bo "Bosse" Stenhammar, 86, svensk entreprenör inom musik- och konsertbranschen.[83]
- 11 juli – Martin Cruz Smith, 82, amerikansk författare.[84]
- 10 juli – David Gergen, 83, amerikansk politisk analytiker och kommentator, Vita husets kommunikationschef 1976–1977 och 1981–1984.[85]
- 9 juli – Britt Edwall, 90, svensk författare, skribent, dramatiker, översättare och radioprogramledare.[86]
- 8 juli – James Carter Cathcart, 71, amerikansk röstskådespelare.[87]
- 8 juli – Edward D. DiPrete, 91, amerikansk republikansk politiker, guvernör i Rhode Island 1985–1991 och dömd för korruptionsbrott.[88]
- 8 juli – Lars Englund, 92, svensk skulptör och grafiker.[89]
- 8 juli – Jörgen Kjærgaard, 97, dansk-svensk arkitekt, skapare av triangelmönstret på Sergels torg.[90]
- 7 juli – Gábor Somorjai, 90, ungersk-amerikansk kemist.[91]
- 7 juli – Norman Tebbit, 94, brittisk konservativ politiker, arbetsmarknadsminister 1981–1983, handels- och industriminister 1983–1985 och konservativa partiets partisekreterare 1985–1987.[92]
- 5 juli – Per Svensson, 68, svensk journalist och författare.[93]
- 4 juli – Mark Snow, 78, amerikansk kompositör av film- och tv-musik.[94]
- 3 juli – László Horváth, 79, ungersk femkampare, OS-silver (lagmedalj) 1980.[95]
- 3 juli – Diogo Jota, 28, portugisisk fotbollsspelare.[96]
- 3 juli – Michael Madsen, 67, amerikansk skådespelare.[97]
- 3 juli – André Silva, 25, portugisisk fotbollsspelare.[96]
- 2 juli – Ulla Fries, 79, svensk grafiker.[98]
- 2 juli – Sven Lindahl, 88, svensk journalist, nyhetsuppläsare, kompositör och sångtextförfattare.[99]
- 2 juli – Julian McMahon, 56, australisk skådespelare.[100]
- 1 juli – Florence Delay, 84, fransk författare och skådespelare.[101]
- 1 juli – Alex Delvecchio, 93, kanadensisk ishockeyspelare och ishockeytränare.[102]
- 1 juli – Jimmy Lee Swaggart, 90, amerikansk evangelist och TV-predikant.[103]

## Juni

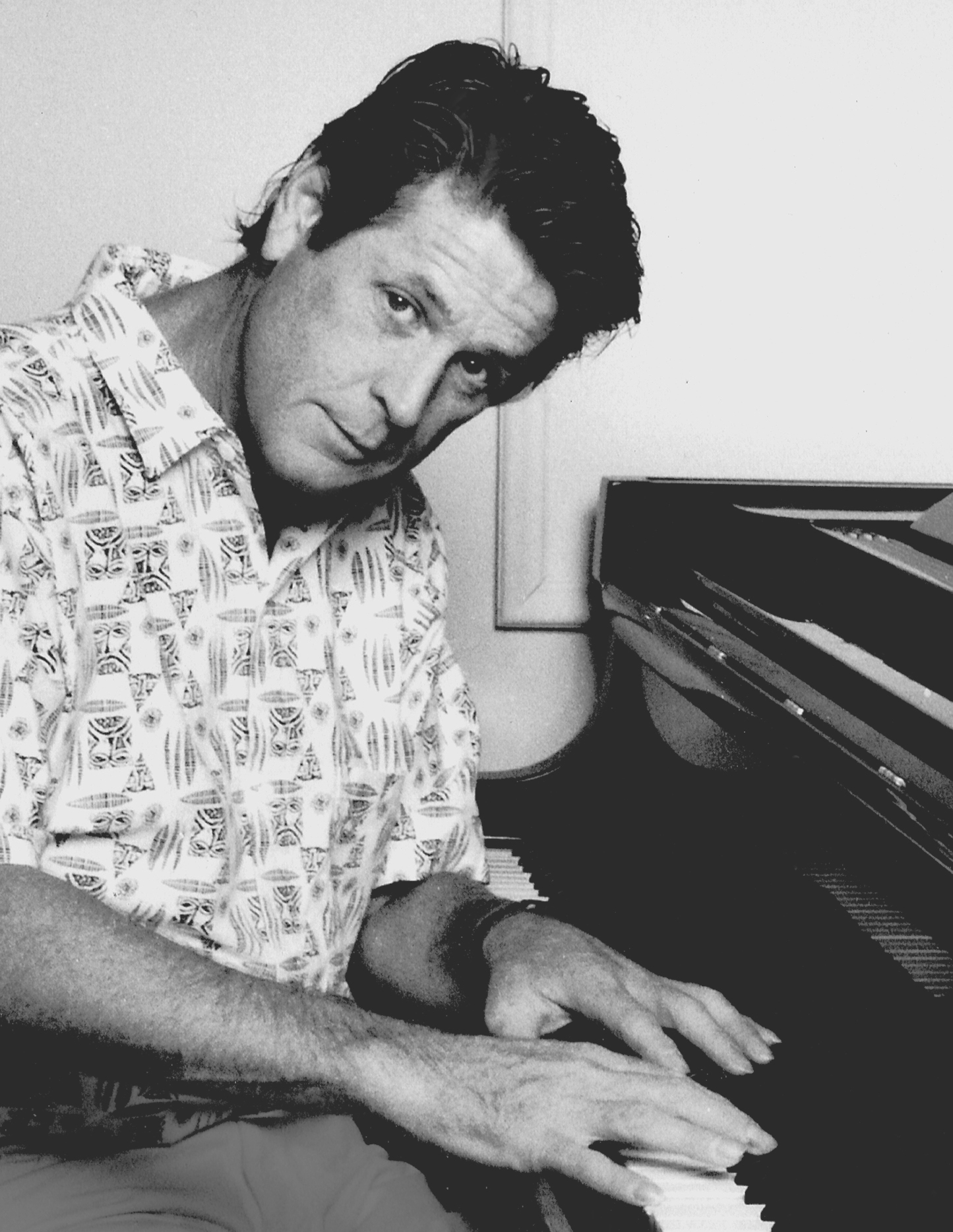
Den amerikanske sångaren, musikern och låtskrivaren Brian Wilson, frontfigur för The Beach Boys, avled 11 juni, 82 år gammal.

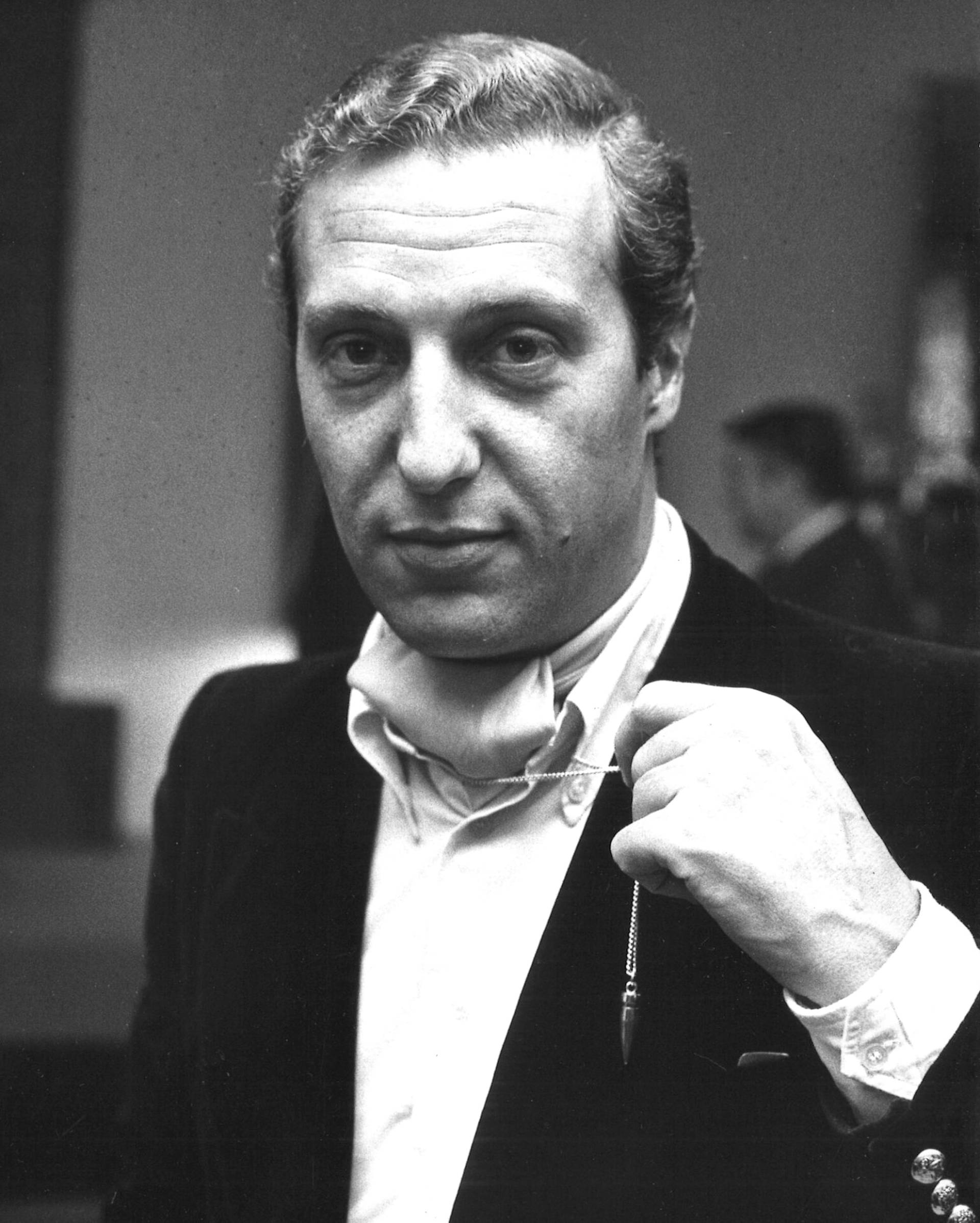
Den brittiske författaren Frederick Forsyth avled 9 juni, 86 år gammal.

- 30 juni – Kenneth Colley, 87, brittisk skådespelare.[104]
- 30 juni – Magnús Þór Hafsteinsson, 61, isländsk politiker.[105]
- 30 juni – Wanda dos Santos, 93, brasiliansk häcklöpare och längdhoppare.[106]
- 29 juni – Wolfgang Böhmer, 89, tysk CDU-politiker, ordförande i förbundsrådet 2002–2003 och ministerpresident i Sachsen-Anhalt 2002–2011.[107]
- 29 juni – Alan Peacock, 87, brittisk (engelsk) fotbollsspelare.[108]
- 29 juni – Lena Stiessel, 93, svensk barnboksförfattare.[109]
- 28 juni – D. Wayne Lukas, 89, amerikansk galopptränare.[110]
- 28 juni – Elisabet Stavenow-Hidemark, 96, svensk konstvetare, författare och avdelningschef vid Nordiska Museet.[111]
- 27 juni – Bill Dellinger, 91, amerikansk medeldistanslöpare och senare tränare, OS-brons 1964.[112]
- 27 juni – Ileana Silai, 83, rumänsk medeldistanslöpare, OS-silver 1968.[113]
- 26 juni – Monika Hansen, 83, tysk skådespelare.[114]
- 26 juni – Lalo Schifrin, 93, argentinsk-amerikansk kompositör av film- och TV-musik.[115]
- 25 juni – Britta Bjelle, 84, svensk åklagare, riksdagsledamot och generaldirektör.[116]
- 25 juni – Carolyn McCarthy, 81, amerikansk demokratisk politiker, representanthusledamot 1997–2015.[117]
- 25 juni – Pat Williams, 87, amerikansk demokratisk politiker, representanthusledamot 1979–1997.[118]
- 24 juni – Clark Olofsson, 78, svensk brottsling.[119]
- 23 juni – Rebekah Del Rio, 57, amerikansk sångare, låtskrivare och skådespelare.[120]
- 23 juni – Lea Massari, 91, italiensk skådespelare.[121]
- 23 juni – Mick Ralphs, 81, brittisk gitarrist och låtskrivare (Mott the Hoople och Bad Company).[122]
- 22 juni – Arnaldo Pomodoro, 98, italiensk skulptör och scenograf.[123]
- 22 juni – Franco Testa, 87, italiensk tävlingscyklist, OS-guld (lagmedalj) 1960.[124][125]
- 21 juni – Erik Dammann, 94, norsk författare och samhällskritiker.[126]
- 21 juni – Denis Lathoud, 59, fransk handbollsspelare, OS-brons (lagmedalj) 1992, m m.[127]
- 20 juni – Marita Camacho Quirós, 114, costaricansk första dam 1962–1966.[128]
- 20 juni – Pauli Nevala, 84, finländsk spjutkastare, OS-guld 1964.[129]
- 20 juni – Patrick Walden, 46, brittisk gitarrist och låtskrivare (Babyshambles).[130]
- 20 juni – Yin Fatang, 102, kinesisk kommunistisk militär och politiker.[131]
- 20 juni – Ivar Giæver, 96, norsk-amerikansk fysiker, Nobelpristagare i fysik 1973.[132]
- 19 juni – Jack Betts, 96, amerikansk skådespelare.[133]
- 19 juni – Geirr Lystrup, 76, norsk sångare, poet och barnboksförfattare.[134]
- 18 juni – Lou Christie, 82, amerikansk sångare och låtskrivare.[135]
- 18 juni – Sven Fristedt, 84, svensk textilformgivare.[136][137]
- 18 juni – Annika Åhnberg, 75, svensk politiker, jordbruksminister 1996–1998.[138]
- 17 juni – Alfred Brendel, 94, österrikisk pianist.[139]
- 17 juni – Léon Krier, 79, luxemburgsk arkitekt och stadsplanerare.[140]
- 17 juni – Bernard Lacombe, 72, fransk fotbollsspelare.[141]
- 16 juni – Daniel Kleppner, 92, amerikansk fysiker.[142]
- 15 juni – Sven-Åke Johansson, 81, svensk experimentell  musiker, slagverkare, kompositör, poet och visuell konstnär.[143]
- 14 juni – Birgitta Alm, 87, svensk TV-journalist och skådespelare.[144]
- 14 juni – Violeta Barrios de Chamorro, 95, nicaraguansk politiker och förläggare, president 1990–1997.[145]
- 14 juni – Melissa Hortman, 55, amerikansk demokratisk politiker, tidigare talman i Minnesota House of Representatives (mördad).[146]
- 12 juni – Else Breen, 98, norsk författare (speciellt känd för barnböcker) och litteraturvetare.[147]
- 12 juni – Zoltán Horváth, 88, ungersk fäktare, OS-guld 1960.[148]
- 11 juni – Douglas McCarthy, 58, brittisk sångare och låtskrivare (Nitzer Ebb).[149]
- 11 juni – Brian Wilson, 82, amerikansk sångare, musiker och låtskrivare (The Beach Boys).[150]
- 10 juni – Bujar Bukoshi, 78, kosovansk politiker, premiärminister i den första kosovanska republiken 1991–2000.[151]
- 10 juni – Roland Karlsson, 79, svensk journalist och radioprogramledare (Hallå trafikant).[152]
- 10 juni – Harris Yulin, 87, amerikansk skådespelare.[153]
- 9 juni – Frederick Forsyth, 86, brittisk författare.[154]
- 9 juni – Tibor Kincses, 65, ungersk judoutövare, OS–brons 1980.[155]
- 9 juni – Ulrica Schenström, 52, svensk moderat politiker, kommunikationsrådgivare och politisk kommentator, statssekreterare 2006–2007.[156]
- 9 juni – Sly Stone, 82, amerikansk sångare, musiker, låtskrivare och musikproducent (Sly and the Family Stone, m m).[157]
- 6 juni – Ragdi (eller Raidi), 86, tibetansk-kinesisk politiker.[158]
- 6 juni – Rolf Wertheimer, 94, svensk målare, skulptör, tecknare, fotograf och filmare.[159]
- 5 juni – Peter Lundberg, 80, svensk militär och kommunchef.[160]
- 5 juni – Edgar Lungu, 68, zambisk politiker, president 2015–2021.[161]
- 4 juni – Marc Garneau, 76, kanadensisk astronaut och senare politiker, transportminister 2015–2021 och utrikesminister 2021.[162]
- 4 juni – Torbjörn Nilsson, 71, svensk historiker.[163]
- 4 juni – Enzo Staiola, 85, italiensk barnskådespelare (Cykeltjuven).[164]
- 3 juni – Stig Ahlgren, 94, svensk meteorolog och väderpresentatör på SVT.[165]
- 3 juni – Edmund White, 85, amerikansk författare.[166]
- 2 juni – Birgit Carlstén, 75, svensk skådespelare och sångare.[167]
- 2 juni – Pierre Nora, 93, fransk historiker.[168]
- 2 juni – Xu Qiliang, 75, kinesisk flygvapengeneral, chef för flygvapnet 2007–2012 och vice ordförande för Centrala militärkommissionen 2012–2023.[169]
- 1 juni – Jonathan Joss, 59, amerikansk skådespelare och musiker.[170]
- 1 juni – Monica Nielsen, 87, svensk skådespelare och sångare.[171][172]

## Maj

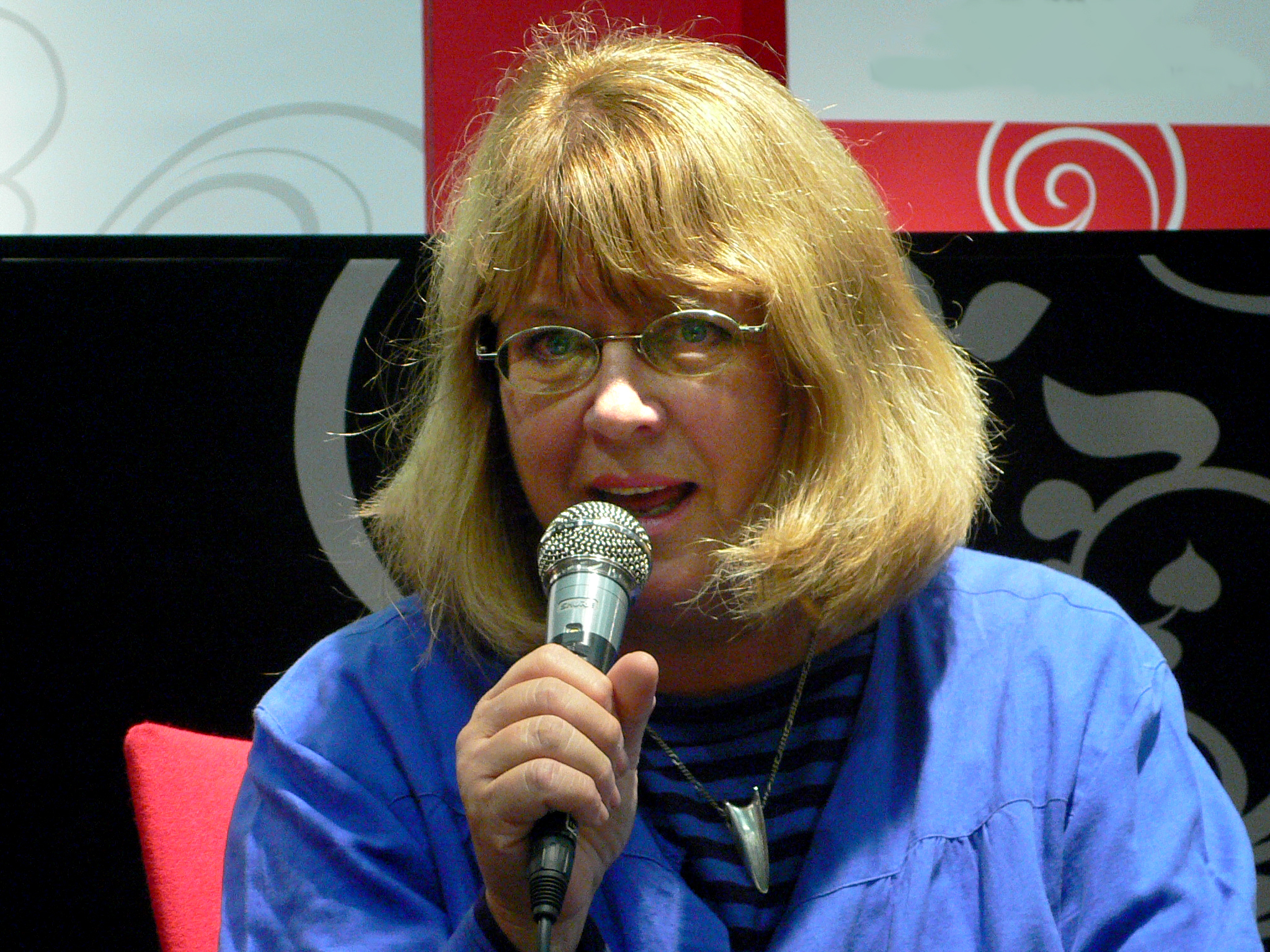
Den svenska författaren och journalisten Katarina Mazetti avled 30 maj, 81 år gammal.

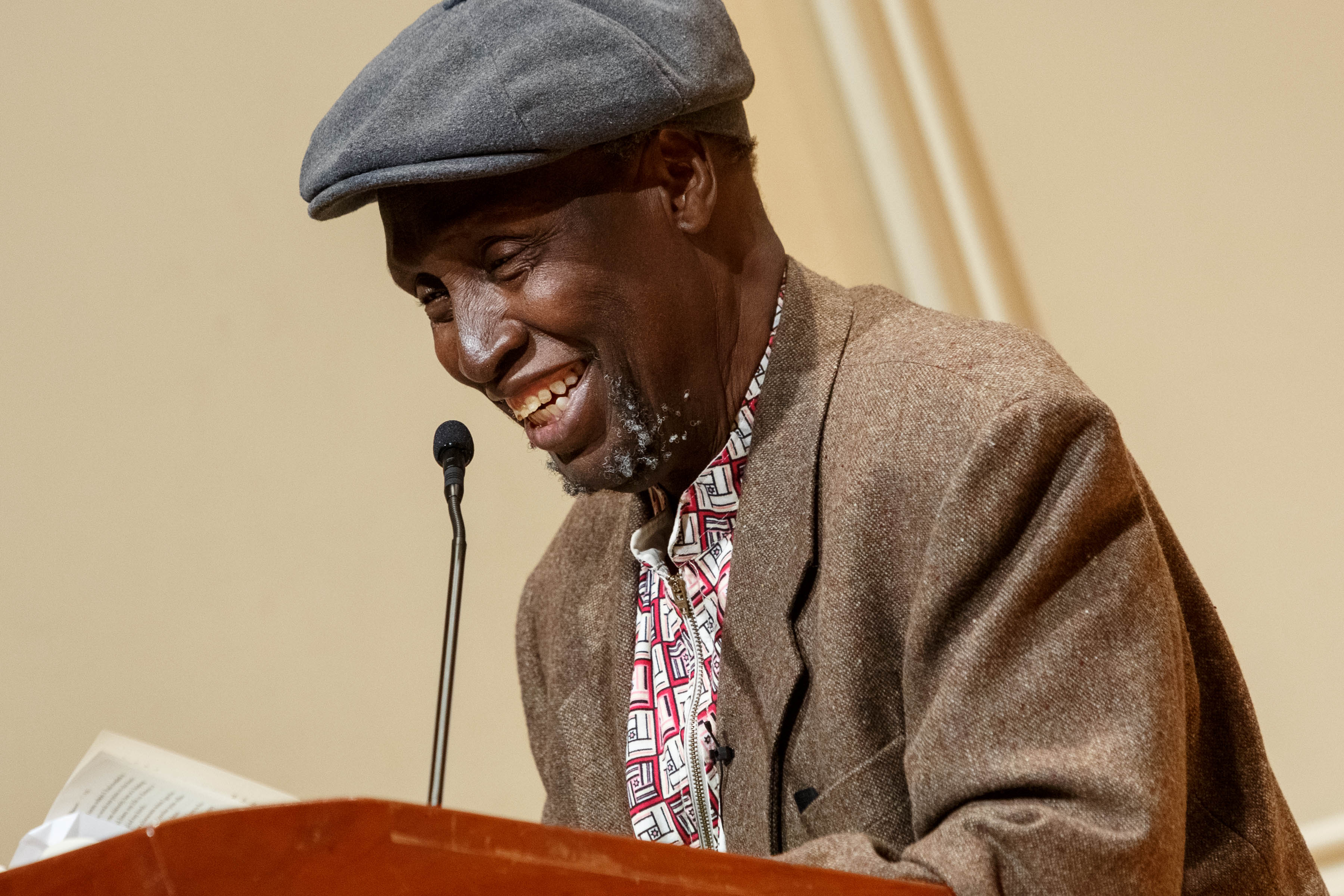
Den kenyanske författaren Ngũgĩ wa Thiong'o avled 28 maj, 87 år gammal.

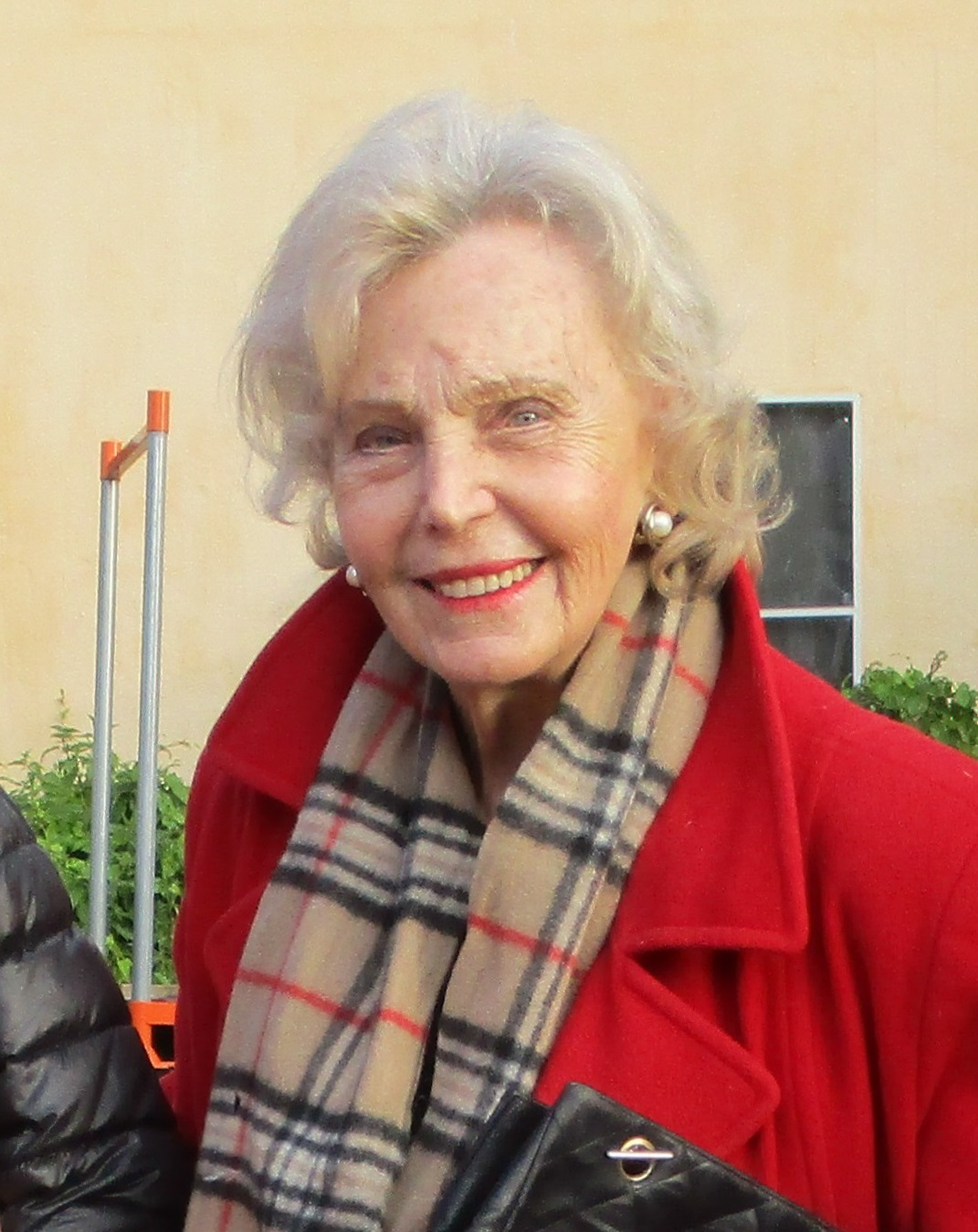
Den svenska skådespelaren, filantropen och grevinnan Marianne Bernadotte avled 16 maj, 100 år gammal.

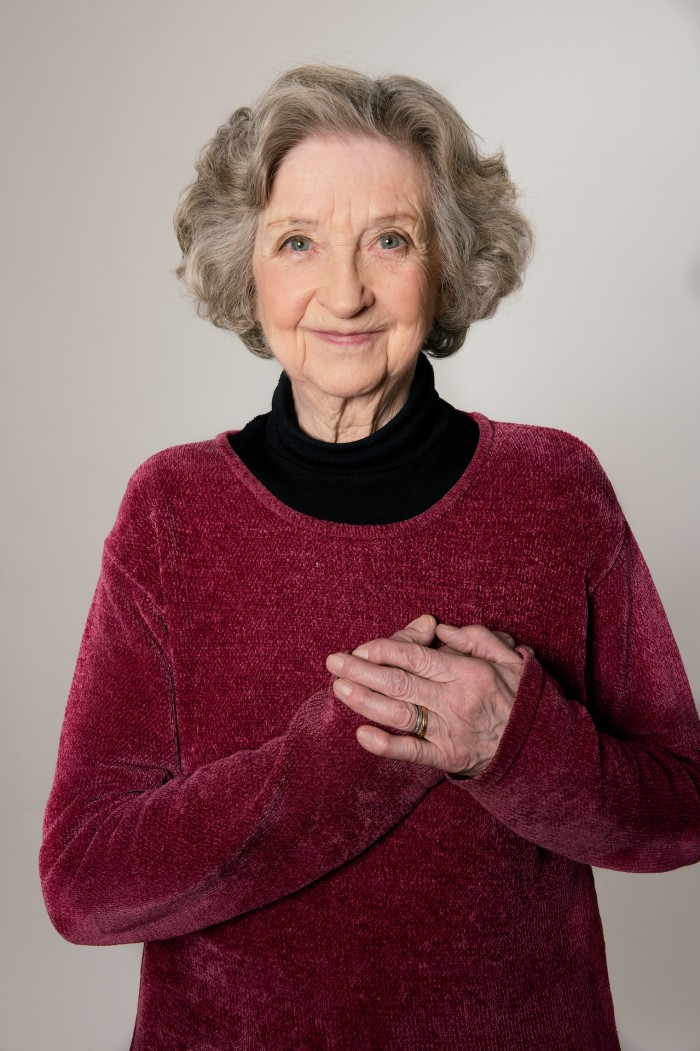
Den svenska skådespelaren Meta Velander avled 16 maj, 100 år gammal.

- 31 maj – Stanley Fischer, 81, israelisk-amerikansk ekonom.[173]
- 31 maj – Livia Fränkel, 97, svensk förintelseöverlevare, syster till Hédi Fried.[174]
- 31 maj – Anders Fugelstad, 91, svensk trubadur och låtskrivare.[175]
- 30 maj – Valerie Mahaffey, 71, amerikansk-kanadensisk skådespelare.[176]
- 30 maj – Katarina Mazetti, 81, svensk författare, journalist och lärare.[177]
- 30 maj – Loretta Swit, 87, amerikansk skådespelare ("Hot Lips" i TV-serien M*A*S*H).[178]
- 29 maj – Alf Clausen, 84, amerikansk kompositör av film- och TV-musik (Simpsons, m m).[179]
- 29 maj – Sten Erickson, 95, svensk friidrottare.[180][181]
- 28 maj – Jesper Henricson, 58, svensk nyhetsprogramledare (bl.a i TV3 och TV4).[182][183]
- 28 maj – Per Nørgård, 92, dansk kompositör.[184]
- 28 maj – George E. Smith, 95, amerikansk fysiker, nobelpristagare i fysik 2009.[185]
- 28 maj – Ngũgĩ wa Thiong'o, 87, kenyansk författare.[186]
- 26 maj – Rick Derringer, 77, amerikansk gitarrist, sångare, låtskrivare och musikproducent.[187]
- 26 maj – Per Jonas Nordell,  59, svensk jurist.[188]
- 26 maj – Charles Rangel, 94, amerikansk demokratisk politiker, representanthusledamot 1971–2017.[189]
- 25 maj – Ilselil Larsen, 90, dansk skådespelare.[190]
- 25 maj – Clas Pehrsson, 83, svensk musiker och professor i blockflöjtsspel.[191]
- 25 maj – Monna Tandberg, 85, norsk skådespelare.[192]
- 24 maj – Susan Brownmiller, 90, amerikansk journalist, författare och feminist.[193]
- 24 maj – Kiril Ivkov, 78, bulgarisk fotbollsspelare, OS–silver (lagmedalj) 1968.[194]
- 24 maj – Piro Milkani, 85, albansk filmregissör.[195]
- 24 maj – Marcel Ophüls, 97, fransk filmregissör och dokumentärfilmare.[196]
- 23 maj – Mohammed Lakhdar-Hamina, 91, algerisk filmregissör och manusförfattare.[197]
- 23 maj – Sebastião Salgado, 81, brasiliansk fotograf.[198]
- 22 maj – Amanda Feilding, 82, brittisk konstnär.[199]
- 22 maj – Helvi Mustonen, 77, finländsk målare och skulptör.[200]
- 22 maj – Georgia O'Connor, 25, brittisk professionell boxare.[201]
- 22 maj – Alfredo Palacio, 86, ecuadoriansk politiker, president 2005–2007.[202]
- 21 maj – Gerry Connolly, 75, amerikansk demokratisk politiker, ledamot av USA:s representanthus sedan 2009.[203]
- 21 maj – Alasdair MacIntyre, 96,  skotsk-amerikansk filosof.[204]
- 21 maj – Crister Svantesson, 79, svensk kock, gastronom och krögare.[205][206]
- 21 maj – Billy Williams, 95, brittisk filmfotograf.[207]
- 20 maj – Arthur Hamilton, 98, amerikansk låtskrivare.[208]
- 20 maj – Gadi Kinda, 31, israelisk fotbollsspelare.[209]
- 20 maj – Jayant Narlikar, 86, indisk astrofysiker.[210]
- 20 maj – Trần Đức Lương, 88, vietnamesisk politiker, president 1997–2006.[211]
- 20 maj – Michael B. Tretow, 80, svensk ljudtekniker, kompositör och musiker.[212]
- 20 maj – Birgitta Wallace, 91, svensk-kanadensisk arkeolog.[213]
- 20 maj – George Wendt, 76, amerikansk skådespelare.[214]
- 19 maj – Jurij Grigorovitj, 98, rysk balettdansare och koreograf.[215]
- 18 maj – Andrzej Matysiak, 77, polsk kanotist.[216]
- 16 maj – Marianne Bernadotte, 100, svensk skådespelare, filantrop och grevinna samt änka efter Sigvard Bernadotte.[217]
- 16 maj – Emmanuel Kundé, 68, kamerunsk fotbollsspelare.[218]
- 16 maj – Peter Lax, 99, amerikansk matematiker.[219]
- 16 maj – Meta Velander, 100, svensk skådespelare.[220]
- 15 maj – Joachim Bergström, 53, svensk diplomat.[221]
- 15 maj – Charles Strouse, 96, amerikansk kompositör.[222]
- 13 maj – Kit Bond, 86, amerikansk republikansk politiker, guvernör i Missouri 1973–1977 och 1981–1985 samt senator (representerande Missouri) 1987–2011.[223]
- 13 maj – John Bryson, 81, amerikansk demokratisk politiker, handelsminister 2011–2012.[224]
- 13 maj – José Mujica, 89, uruguayansk politiker, president 2010–2015.[225]
- 13 maj – Szvetiszláv Sasics, 77, ungersk modern femkampare, OS-brons (lagmedalj) 1976.[226]
- 13 maj – Mohammed Sinwar, 49, palestinsk militant politiker och ledare för Hamas och Izz ad-Din al-Qassam-brigaderna.[227]
- 12 maj – Lorna Raver, 81, amerikansk skådespelare.[228]
- 12 maj – Stanley Sjöberg, 89, svensk frikyrkopastor och kyrkogrundare.[229]
- 11 maj – Robert Benton, 92, amerikansk filmregissör och manusförfattare.[230]
- 11 maj – Aidan Chambers, 90, brittisk författare av barn- och ungdomsromaner.[231]
- 9 maj – Bo Bjelfvenstam, 101, svensk manusförfattare, filmregissör, skådespelare, författare och TV-journalist.[232]
- 8 maj – Josaia Raisuqe, 30, fijiansk rugbyspelare, OS-silver (lagmedalj) 2024.[233]
- 8 maj – David Souter, 85, amerikansk jurist, domare i högsta domstolen 1990–2009.[234]
- 8 maj – Kikuo Wada, 74, japansk brottare, OS-silver 1972.[235]
- 7 maj – Joe Don Baker, 89, amerikansk skådespelare.[236]
- 7 maj – Cleopa David Msuya, 94, tanzanisk politiker, premiärminister 1980–1983 och 1994–1995.[237]
- 7 maj – Saleem Nazim, 70, pakistansk landhockeyspelare, OS-brons (lagmedalj) 1976.[238]
- 7 maj – Angelo Rinaldi, 84, fransk författare och litteraturkritiker.[239]
- 6 maj – James Foley, 71, amerikansk filmregissör.[240]
- 6 maj – Kaqusha Jashari, 78, kosovansk politiker.[241]
- 5 maj – Giuseppe Moioli, 97, italiensk roddare, OS-guld 1948.[242]
- 4 maj – Lucas Lindholm, 82, svensk jazzbasist och musiklärare.[243]
- 4 maj – Jochen Mass, 78, tysk racerförare.[244]
- 4 maj – Dennis Tipping, 85, australisk friidrottare (sprint).[245]
- 2 maj – George Ryan, 91, amerikansk republikansk politiker, guvernör i Illinois 1999–2003 och senare dömd för ekonomisk brottslighet och korruption.[246]
- 1 maj – Ruth Buzzi, 88, amerikansk skådespelare och komiker.[247]

## April

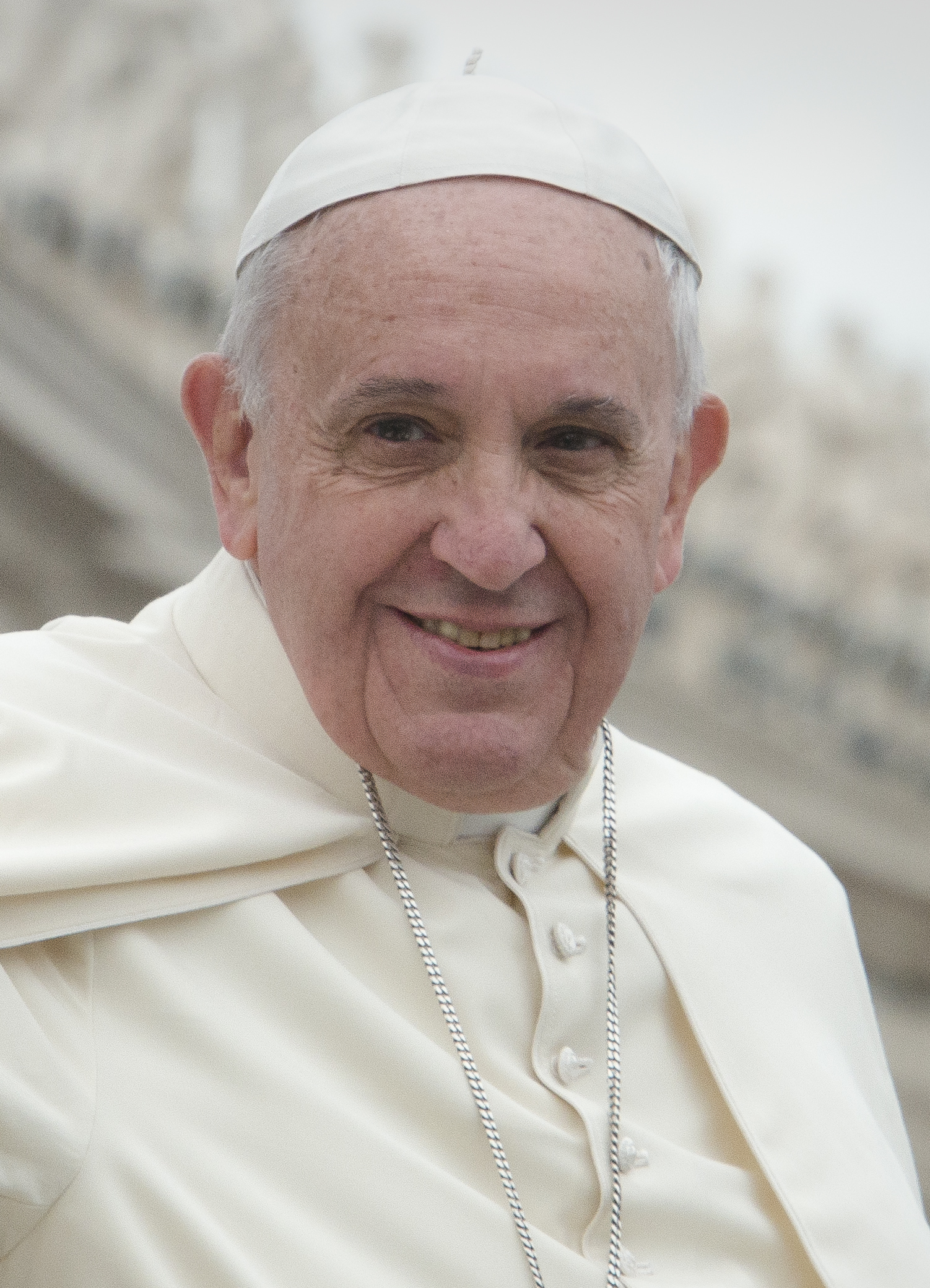
Den argentinskfödde Franciskus, romersk-katolska kyrkans påve sedan 2013, avled 21 april, 88 år gammal.

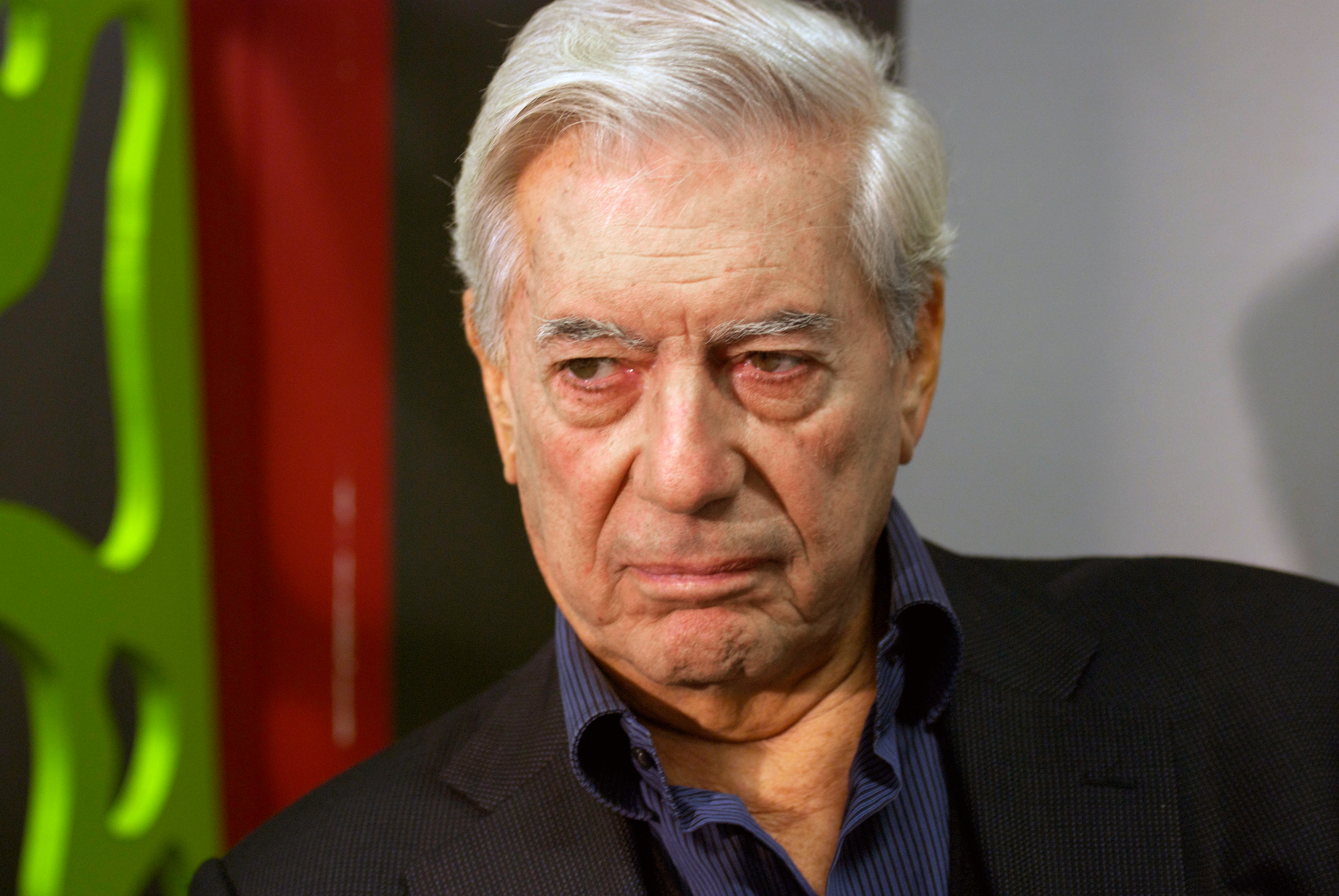
Den peruanske författaren och nobelpristagaren Mario Vargas Llosa avled 13 april, 89 år gammal.

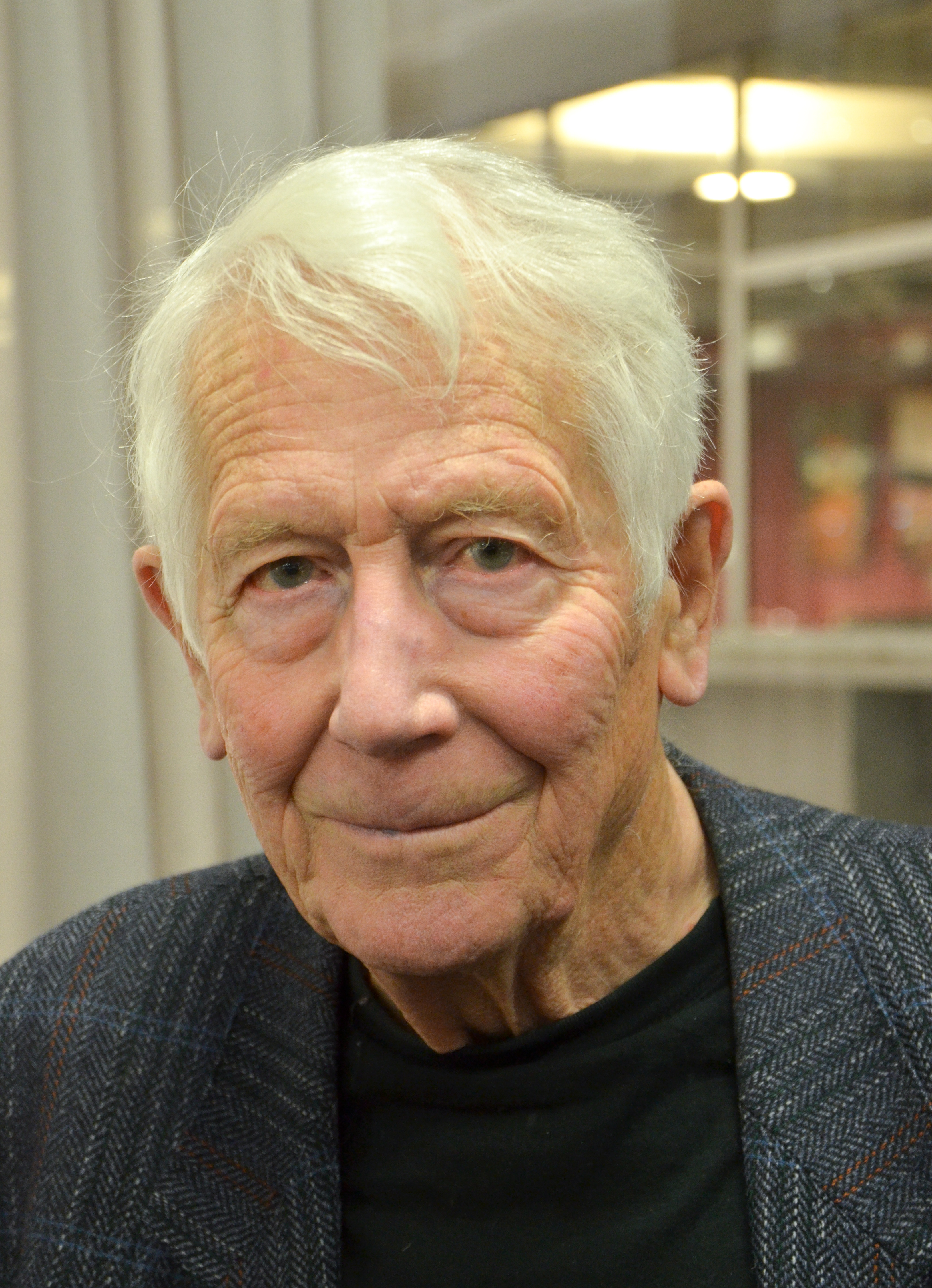
Den svenske författaren Carl-Göran Ekerwald avled 8 april, 101 år gammal.

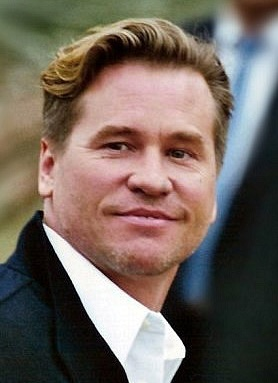
Den amerikanske skådespelaren Val Kilmer avled 1 april, 65 år gammal.

- 30 april – Claes Bure, 74, svensk musiker och kompositör.[248]
- 30 april – Inah Canabarro Lucas, 116, brasiliansk nunna, världens äldsta person.[249]
- Exakt datum saknas – Ferenc Mohácsi, 95, ungersk kanotist, OS-brons 1956.[250]
- 29 april – David Horowitz, 86, amerikansk konservativ politisk debattör, aktivist, journalist och författare.[251]
- 29 april – Mike Peters, 66, brittisk (walesisk) sångare, musiker och låtskrivare (bl.a med The Alarm).[252]
- 29 april – Ed Van Impe, 84, kanadensisk ishockeyspelare.[253]
- 28 april – Arvo Aalto, 92, finländsk politiker, arbetskraftsminister 1977–1981, partiledare för Finlands kommunistiska parti 1984–1988.[254]
- 28 april – Priscilla Pointer, 100, amerikansk skådespelare.[255]
- 27 april – Jiggly Caliente (Bianca Castro), 44, filipinsk-amerikansk dragqueen och skådespelerska.[256]
- 25 april – Wu Guixian, 87, kinesisk politiker och kommunistisk partifunktionär, vice premiärminister 1975–1977.[257]
- 24 april – Jouko Loikkanen, 93, finländsk politiker och ämbetsman.[258]
- 23 april – Fouad Mebazaa, 91, tunisisk politiker, talman och president 2011.[259]
- 23 april – David Thomas, 71, amerikansk sångare, musiker och låtskrivare (Pere Ubu, m m).[260]
- 22 april – Zurab Tsereteli, 91, georgisk-rysk skulptör, målare och arkitekt.[261]
- 21 april – Arne Aasheim, 79, norsk diplomat.[262]
- 21 april – Franciskus, 88, argentinskfödd påve för romersk-katolska kyrkan sedan 2013.[263]
- 21 april – Walter Frankenstein, 100, svensk ingenjör och förintelseöverlevare.[264]
- 21 april – Herbert Gans, 97, tyskfödd amerikansk sociolog.[265]
- 21 april – Johanna Matz, 92, österrikisk skådespelare.[266]
- 20 april – Bob Filner, 82, amerikansk demokratisk politiker, ledamot av USA:s representanthus 1993–2012.[267]
- 18 april – Jason Gilbert Hayden Londt, 82, sydafrikansk entomolog.[268]
- 18 april – George McMillan, 81, amerikansk demokratisk politiker.[269]
- 18 april – Stina Oscarson, 49, svensk teaterregissör, dramatiker, teaterchef, författare och samhällsdebattör.[270][271]
- 16 april – Kimmo Sasi, 73, finländsk politiker (Samlingspartiet), riksdagsledamot 1983–2015, utrikeshandelsminister 1999–2002 och kommunikationsminister 2002–2003.[272]
- 16 april – Karin Stenbäck, 79, svensk simmare.[273]
- 14 april – Abdullah Ahmad Badawi, 85, malaysisk politiker, premiärminister 2003–2009.[274]
- 14 april – Anders Johannisson, 60, svensk skådespelare.[275]
- 13 april – Bob Garretson, 92, amerikansk racerförare.[276]
- 13 april – Jean Marsh, 90, brittisk skådespelare, författare och manusförfattare.[277]
- 13 april – Mario Vargas Llosa, 89, peruansk författare, nobelpristagare i litteratur 2010.[278]
- 12 april – Roy Thomas Baker, 78, brittisk musikproducent.[279]
- 12 april – Stefan Hultman, 61, svensk travkusk och travtränare.[280]
- 12 april – Abubaker Kaki Khamis, 35, sudanesisk medeldistanslöpare.[281]
- 10 april – Leo Beenhakker, 82, nederländsk fotbollstränare.[282]
- 10 april – Peter Lovesey, 88, brittisk kriminalförfattare.[283]
- 10 april – Bunny Ragnerstam, 80, svensk författare och journalist.[284]
- 9 april – Ray Shero, 62, amerikansk idrottsledare.[285]
- 9 april – Leif Sundberg, 86, svensk skådespelare, regissör och teaterpedagog.[286]
- 8 april – Carl-Göran Ekerwald, 101, svensk författare och översättare.[287]
- 8 april – Amara Essy, 80, ivoriansk diplomat, utrikesminister 1990–2000, OAU:s generalsekreterare 2001–2002 och Afrikanska unionens kommissionsordförande 2002–2003.[288]
- 8 april – Nicky Katt, 54, amerikansk skådespelare.[289][290]
- 7 april – Raghbir Lal, 95, indisk landhockeyspelare, OS-guld (lagmedalj) 1952 och 1956.[291]
- 6 april – Clem Burke, 70, amerikansk trummis (Blondie).[292]
- 5 april – Heikki Hasu, 99, finländsk längdskidåkare (bl.a OS-guld 1948 och 1952) och senare politiker.[293]
- 4 april – Amadou Bagayoko, 70, malisk sångare och gitarrist i Amadou & Mariam.[294]
- 3 april – Theodore McCarrick, 94, amerikansk romersk-katolsk kardinal 2001–2018 och ärkebiskop i Washington DC 2001–2006.[295]
- 3 april – Amália Sterbinszky, 74, ungersk handbollsspelare, OS-brons (lagmedalj) 1976.[296]
- 3 april – Margarita Xhepa, 93, albansk skådespelare.[297]
- 1 april – Leandro Domingues, 41, brasiliansk fotbollsspelare.[298]
- 1 april – Michael Hurley, 83, amerikansk sångare och låtskrivare.[299]
- 1 april – Val Kilmer, 65, amerikansk skådespelare.[300]
- 1 april – Carrie Nilsson, 96, svensk operasångerska och sångpedagog.[301]
- 1 april – Johnny Tillotson, 86, amerikansk sångare och låtskrivare.[302]
- 1 april – Urban Wahlstedt, 88, svensk scenograf och dockspelare.[303]

## Mars

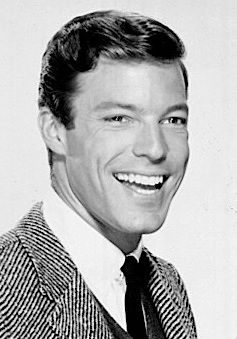
Den amerikanske skådespelaren Richard Chamberlain avled 29 mars, 90 år gammal.

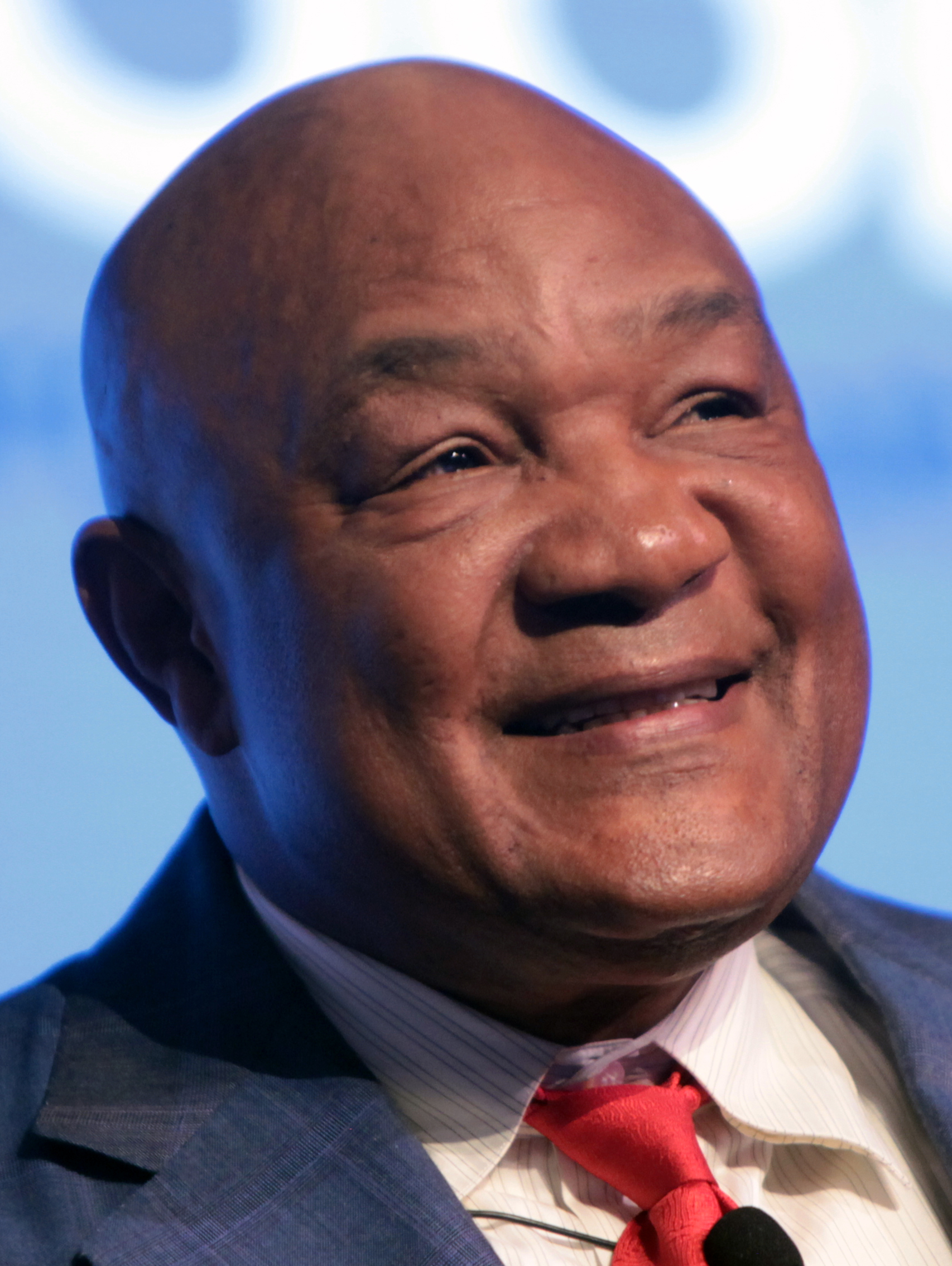
Den amerikanske boxaren George Foreman avled 21 mars, 76 år gammal.

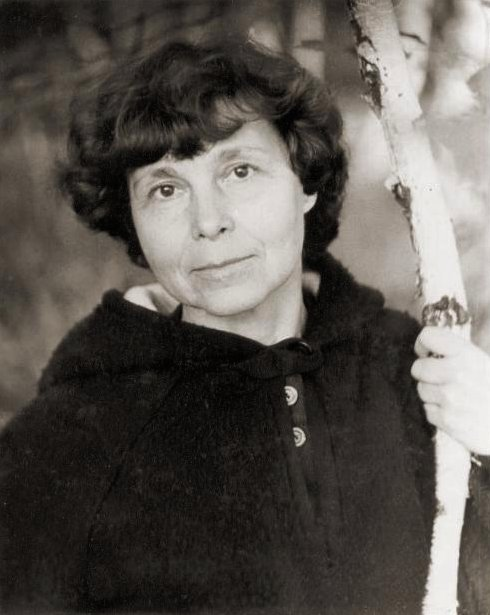
Den ryska kompositören Sofija Gubajdulina avled 13 mars, 93 år gammal.

- Exakt datum saknas – Tom von Weymarn, 81, finländsk företagsledare.[304]
- 31 mars – Yves Boisset, 86, fransk filmregissör och manusförfattare.[305]
- 31 mars – Anna Cnattingius, 72, svensk författare, manusförfattare och regissör.[306]
- 31 mars – Åke Pettersson, 77, svensk journalist och radioprogramledare (Vår grundade mening).[307]
- Exakt datum saknas – Ágota Bujdosó, 81, ungersk handbollsspelare (målvakt), OS-brons (lagmedalj) 1976.[308]
- 30 mars – Barbara Frischmuth, 83, österrikisk författare.[309]
- 30 mars – Folke Johansson, 96, svensk journalist.[310]
- 29 mars – Richard Chamberlain, 90, amerikansk skådespelare.[311]
- 29 mars – Stefan Hula, 77, polsk utövare av nordisk kombination.[312]
- 28 mars – Young Scooter, 39, amerikansk rappare.[313]
- 26 mars – Wes Watkins, 86, amerikansk demokratisk, och senare republikansk, politiker, representanthusledamot 1977–1991 och 1997–2003.[314]
- 25 mars – J. Bennett Johnston, 92, amerikansk demokratisk politiker, senator för Louisiana 1972–1997.[315]
- 25 mars – Tapani Kansa, 76, finländsk sångare.[316]
- 24 mars – Bengt Anderberg, 84, svensk militär och ämbetsman.[317]
- 24 mars – Lars Joakim Lundquist, 77, svensk moderat politiker.[318]
- 23 mars – Gianfranco Barra, 84, italiensk skådespelare.[319]
- 23 mars – Maria "Britt" Gustafsson, 78, svensk författare, manusförfattare, TV-producent, programledare och tolk.[320]
- 23 mars – Målle Lindberg, 95, svensk väckelsepredikant och frikyrkosångare.[321]
- 23 mars – Mia Love, 49, amerikansk republikansk politiker, representanthusledamot 2015–2019.[322]
- 22 mars – Gunder Andersson, 81, svensk författare och kulturskribent.[323]
- 21 mars – George Foreman, 76, amerikansk boxare.[324]
- 21 mars – Oleg Gordievskij, 86, rysk (då sovjetisk) underrättelseofficer och dubbelagent.[325]
- 21 mars – Giancarlo Guerrini, 85, italiensk vattenpolospelare, OS-guld (lagmedalj) 1960.[326]
- 21 mars – Terry Reilly, 77, australisk bågskytt.[327]
- 20 mars – Vitold Fokin, 92, ukrainsk politiker, premiärminister 1991–1992.[328]
- 20 mars – Eddie Jordan, 76, irländsk affärsman och stallchef i Formel 1.[329]
- 20 mars – Hunter Myers, 27, amerikansk travkusk och travtränare.[330]
- Exakt datum saknas – Calistrat Cuțov, 76, rumänsk boxare, OS-brons 1968.[331]
- 18 mars – Hannu Karpo, 83, finländsk journalist.[332]
- 18 mars – Wlamir Marques, 87, brasiliansk basketspelare, OS-brons (lagmedalj) 1960 och 1964.[333]
- 17 mars – Aurelio Martínez, 55, honduransk sångare, låtskrivare, musiker och politiker.[334]
- 16 mars – Jesse Colin Young, 83, amerikansk sångare och låtskrivare.[335]
- 15 mars – Peter Bichsel, 89, schweizisk författare och journalist.[336]
- 15 mars – Les Binks, 73, brittisk trummis.[337]
- 15 mars – Doris Fitschen, 56, tysk fotbollsspelare.[338]
- 15 mars – Wings Hauser, 77, amerikansk skådespelare.[339]
- 14 mars – Alan Simpson, 93, amerikansk republikansk politiker, senator (från Wyoming) 1979–1997.[340]
- 14 mars – Dag Solstad, 83, norsk författare och dramatiker.[341]
- 13 mars – Raúl Grijalva, 77, amerikansk demokratisk politiker, representanthusledamot sedan 2003.[342]
- 13 mars – Sofija Gubajdulina, 93, rysk kompositör, polarprisvinnare 2002.[343]
- 13 mars – Miguel Macedo, 65, portugisisk politiker, inrikesminister 2011–2014.[344]
- 12 mars – Bruce Glover, 92, amerikansk skådespelare.[345]
- 12 mars – Linda Williams, 78, amerikansk filmvetare.[346]
- 11 mars – Cocoa Tea, 65, jamaicansk reggaesångare och låtskrivare.[347]
- 11 mars – Norair Norikian, 76, bulgarisk tyngdlyftare, OS-guld 1972 och 1976.[348]
- 11 mars – Clive Revill, 94, nyzeeländsk skådespelare.[349]
- 10 mars – Francis Billy Hilly, 76, salomonisk politiker, premiärminister 1993–1994.[350]
- 10 mars – Carl Lundström, 64, svensk företagare och högerextrem politisk aktivist.[351]
- 9 mars – Simon Fisher-Becker, 63, brittisk skådespelare.[352]
- 9 mars – Dick McTaggart, 89, brittisk (skotsk) boxare, OS-guld 1956.[353]
- 9 mars – Yola Ramírez, 90, mexikansk tennisspelare.[354]
- 8 mars – Ella Constantinescu-Zeller, 91, rumänsk bordtennisspelare.[355]
- 8 mars – Athol Fugard, 92, sydafrikansk författare, regissör, skådespelare och dramatiker.[356]
- 8 mars – Ove Hassler, 92, svensk medicinare.[357]
- 8 mars – Lisa Jane Smith, 66, amerikansk fantasy-författare (The Vampire Diaries).[358]
- 6 mars – Australian Suicide (eg. Broderick Shepherd), 32, australisk fribrottare.[359]
- 6 mars – Olavi Salonen, 91, finländsk löpare.[360]
- 6 mars – Ricardo Scofidio, 89, amerikansk arkitekt.[361]
- 5 mars – Pamela Bach, 61, amerikansk skådespelare.[362]
- 5 mars – Lamine Dieng, 74, senegalesisk-svensk skådespelare, dansare och konstnär.[363]
- 5 mars – Fred Stolle, 86, australisk tennisspelare.[364]
- 5 mars – Michail Vasiljev, 64, rysk handbollsspelare (tävlade för Sovjetunionen), OS-guld (lagmedalj) 1988.[365]
- 4 mars – Roy Ayers, 84, amerikansk musiker, låtskrivare och sångare.[366]
- 3 mars – Lincoln Díaz-Balart, 70, kubanskfödd amerikansk republikansk politiker (före 1985 demokrat), representanthusledamot 1993–2011.[367]
- 3 mars – Craig Richard Nelson, 77, amerikansk skådespelare.[368]
- 3 mars – Felicia Țilea-Moldovan, 57, rumänsk spjutkastare.[369]
- 2 mars – Yngve Leback, 76, svensk fotbollsspelare.[370]
- 2 mars – Buvajsar Sajtijev, 49, rysk fristilsbrottare (med tjetjenskt ursprung; OS-guld 1996, 2004 och 2008) och senare politiker (dumaledamot 2016–2021).[371]
- 1 mars – Peter Cornell, 82, svensk konstkritiker och författare.[372]
- 1 mars – Leif Kronlund, 93, svensk orkesterledare.[373]
- 1 mars – Angie Stone(en), 63, amerikansk sångare och låtskrivare.[374]

## Februari

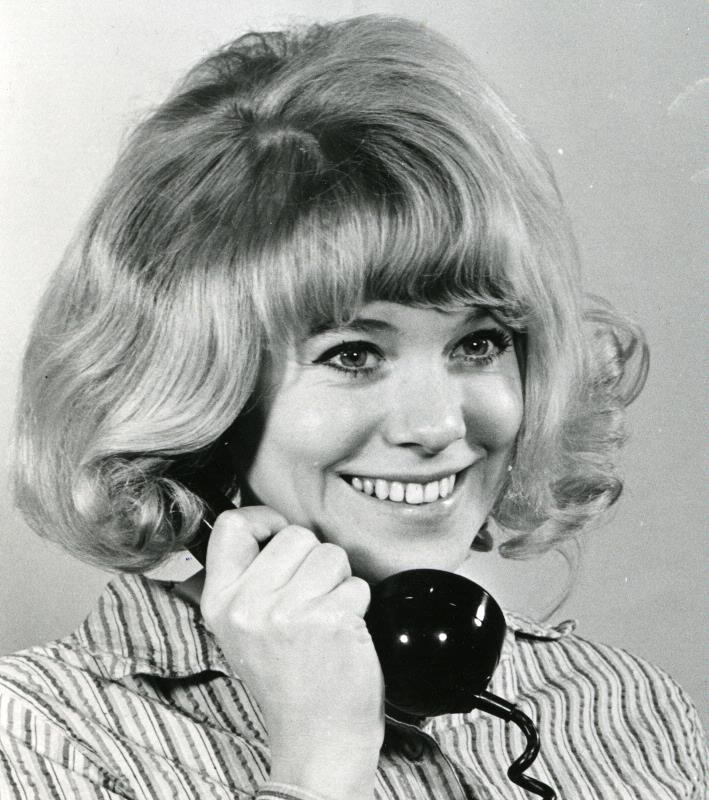
Den svenska skådespelaren Lis Nilheim avled 25 februari, 80 år gammal.

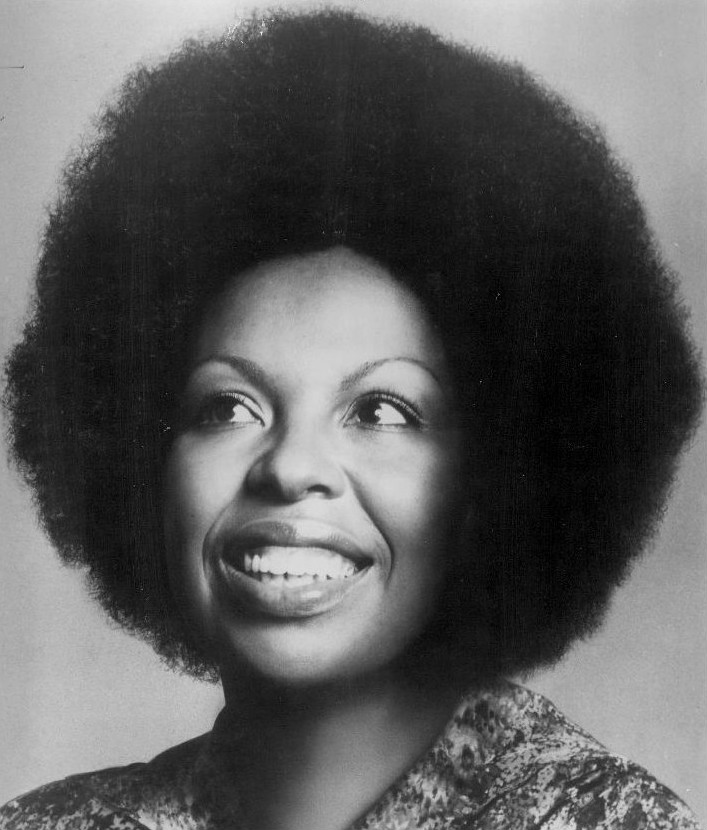
Den amerikanska sångaren Roberta Flack avled 24 februari, 88 år gammal.

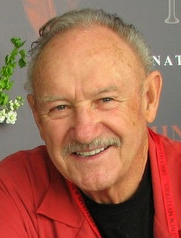
Den amerikanske skådespelaren Gene Hackman avled 18 februari, 95 år gammal.

- 28 februari – David Johansen, 75, amerikansk sångare och musiker (New York Dolls, m m).[375]
- 28 februari – Bengt-Arne Johansson, 81, svensk militär (generallöjtnant).[376]
- Exakt datum saknas – Klaus Richtzenhain, 90, tysk löpare (tävlade för Östtyskland), OS-silver 1956.[377]
- 27 februari – Paul Maier, 94, amerikansk luteransk kyrkohistoriker och författare.[378]
- 27 februari – Boris Spasskij, 88, rysk-sovjetisk stormästare i schack, världsmästare 1969–1972.[379]
- 26 februari – Jens Prytz, 43, svensk radiosportjournalist.[380][381]
- 26 februari – Michelle Trachtenberg, 39, amerikansk skådespelare.[382]
- 25 februari – Martin E. Marty, 97, amerikansk luthersk religionsforskare och kyrkohistoriker.[383]
- 25 februari – Lis Nilheim, 80, svensk skådespelare.[384]
- 24 februari – Roberta Flack, 88, amerikansk sångare.[385]
- 23 februari – Jan Johnson, 74, amerikansk stavhoppare, OS-brons 1972.[386]
- 22 februari – Hans van den Broek, 88, nederländsk politiker och diplomat, utrikesminister 1982–1993 och EU-kommissionär för externa (utrikes) relationer 1993–1999.[387]
- 21 februari – Marianne von Baumgarten, 85, svensk chefredaktör och journalist.[388]
- 21 februari – Bill Fay, 81, brittisk sångare och låtskrivare.[389]
- 21 februari – Clint Hill, 93, amerikansk Secret Service-agent.[390]
- 21 februari – Brendan McFarlane, 73–74, irländsk (nordirländsk) militant republikan (Provisoriska IRA).[391]
- 21 februari – Erik Petersen, 85, dansk roddare.[392]
- 20 februari – David Boren, 83, amerikansk demokratisk politiker, Oklahomas guvernör 1975–1979 och senator (från Oklahoma) 1979–1994.[393]
- 20 februari – Ilkka Kuusisto, 91, finländsk kompositör, dirigent och organist.[394]
- Exakt datum saknas – Hans Kjeld Rasmussen, 70, dansk sportskytt, OS-guld 1980.[395]
- 19 februari – Kent Bernard, 82, trinidadisk löpare, OS-brons (lagmedalj) 1964.[396]
- 19 februari – Souleymane Cissé, 84, malisk filmregissör.[397]
- 19 februari – Stig Hällzon, 97, svensk tidningsman och författare i frikyrkorörelsen.[398]
- 19 februari – Lars Olsson, 95, svensk handbollsspelare.[399]
- 18 februari – Jack-Tommy Ardenfors, 82, svensk pingstpastor och författare.[400]
- 18 februari – Gene Hackman, 95, amerikansk skådespelare.[401][402]
- 18 februari – Sven-Arne Hökenström, 77, svensk graffitikonstnär.[403]
- 17 februari – Frits Bolkestein, 91, nederländsk politiker, försvarsminister 1988–1989, partiledare för VVD 1990–1998 och EU-kommissionär för den inre marknaden 1999–2004.[404]
- 17 februari – Curt Lofterud, 96, svensk författare och föreläsare.[405]
- 17 februari – Antonine Maillet, 95, kanadensisk författare och dramatiker.[406]
- 17 februari – Nannie Porres, 85, svensk sångare.[407]
- 15 februari – Muhsin Hendricks, 57, sydafrikansk imam.[408]
- 15 februari – Elsie Johansson, 93, svensk författare.[409]
- 15 februari – Cecilia Stegö Chilò, 65, svensk journalist, styrelseproffs och moderat politiker.[410]
- 15 februari – John Svahlstedt (senare Hadarson), 77, svensk serievåldtäktsman känd som "Södermannen".[411]
- 14 februari – Cajsa Holmstrand, 73, svensk målare och tecknare.[412]
- 14 februari – Geneviève Page, 97, fransk skådespelare.[413]
- 13 februari – János Dunai, 87, ungersk fotbollsspelare.[414]
- 13 februari – Marco Ebben, 32, nederländsk knarkbaron.[415]
- 13 februari – Jim Guy Tucker, 81, amerikansk demokratisk politiker, guvernör i Arkansas 1992–1996.[416]
- 12 februari – Ana Ambrazienė, 69, litauisk häcklöpare.[417]
- 12 februari – Gunnar Fredriksson, 94, svensk journalist och författare.[418][419]
- 11 februari – Georgios Roubanis, 95, grekisk stavhoppare, OS-brons 1956.[420]
- 10 februari – Ing-Marie Eriksson, 92, svensk författare och ämneslärare.[421]
- 10 februari – Stefan Nieminen, 63, svensk journalist.[422]
- 9 februari – Mara Corday, 95, amerikansk skådespelare.[423]
- 9 februari – Miika Elomo, 47, finländsk ishockeyspelare.[424]
- 9 februari – Tom Robbins, 92, amerikansk författare.[425]
- 8 februari – Yrjö Kukkapuro, 91, finländsk möbelformgivare, speciellt känd för sina stolar.[426]
- 8 februari – Sam Nujoma, 95, namibisk politiker, president 1990–2005.[427]
- 7 februari – Tony Roberts, 85, amerikansk skådespelare.[428]
- 6 februari – Kristian Borell, 55, svensk sportjournalist och krönikör.[429]
- 6 februari – Torkel Gregow, 89, svensk jurist, ordförande i Högsta domstolen 1998–2002.[430]
- 6 februari – Richard Meredith, 92, amerikansk ishockeyspelare.[431]
- 5 februari – Irv Gotti, 54, amerikansk musikproducent.[432]
- 5 februari – Dave Jerden, 75, amerikansk musikproducent.[433]
- 5 februari – Mike Ratledge, 81, brittisk musiker (Soft Machine).[434]
- 4 februari – Aga Khan IV, 88, brittisk-portugisisk affärsman och imam, spirituell ledare för de nizariska ismailiterna.[435]
- 4 februari – Eddie Bruhner, 83, svensk jazzmusiker och programledare i radio.[436]
- 4 februari – Peter Christensen, 49, dansk politiker, försvarsminister 2015–2016.[437]
- 4 februari – Jiří Čtvrtečka, 82, tjeckisk kanotist (tävlade för Tjeckoslovakien).[438]
- 4 februari – Maria Teresa Horta, 87, portugisisk författare.[439]
- 3 februari – Bettina Heltberg, 82, dansk författare och journalist.[440]
- 3 februari – Gunilla Knutsson, 84, svensk modell, fröken Sverige 1961.[441]
- 1 februari – Horst Köhler, 81, tysk politiker, förbundspresident 2004–2010.[442]
- 1 februari – Sigi Renz, 86, tysk tävlingscyklist.[443]
- 1 februari – Kåre Santesson, 96, svensk skådespelare.[444]

## Januari

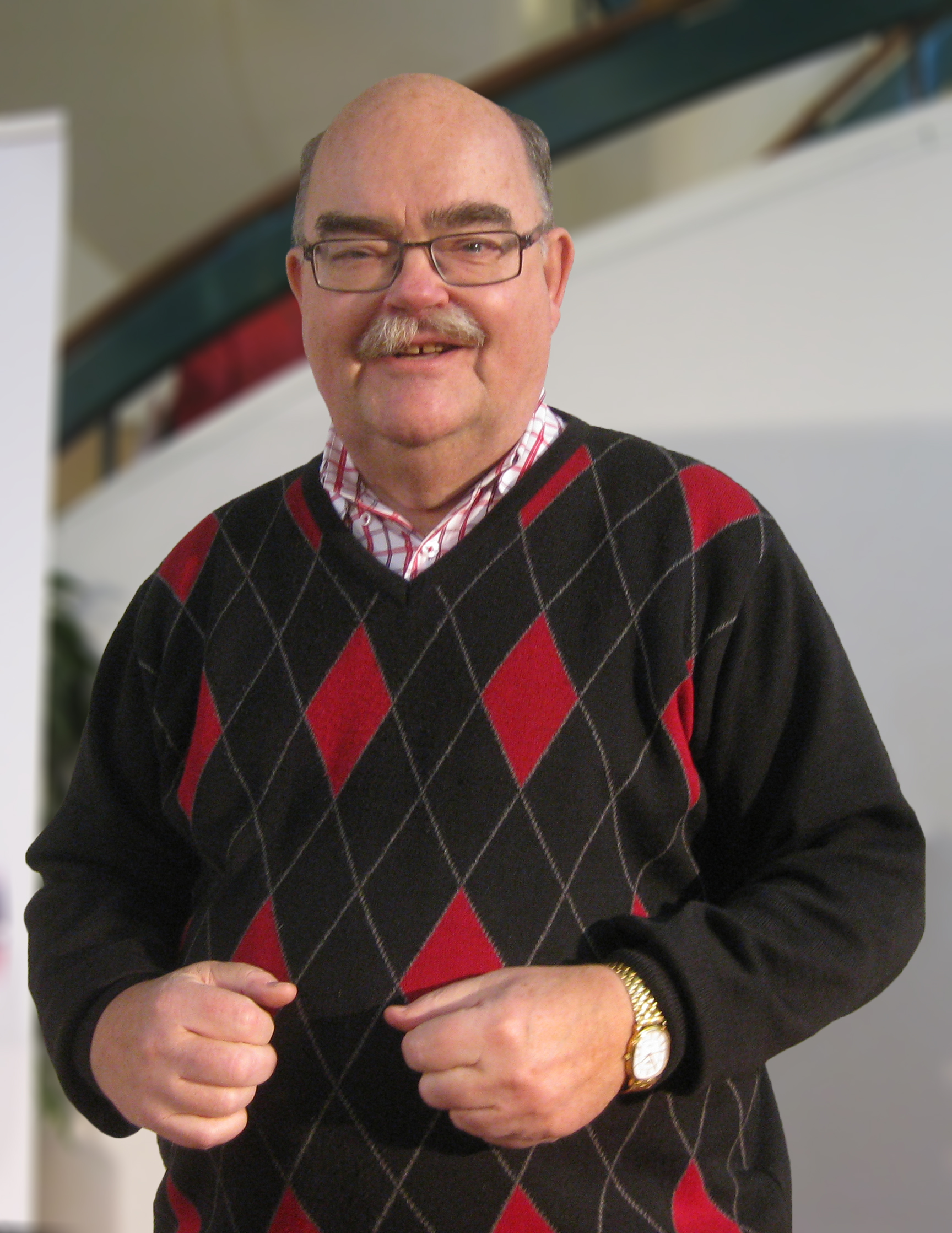
Den svenske programledaren Leif "Loket" Olsson avled 30 januari, 82 år gammal.

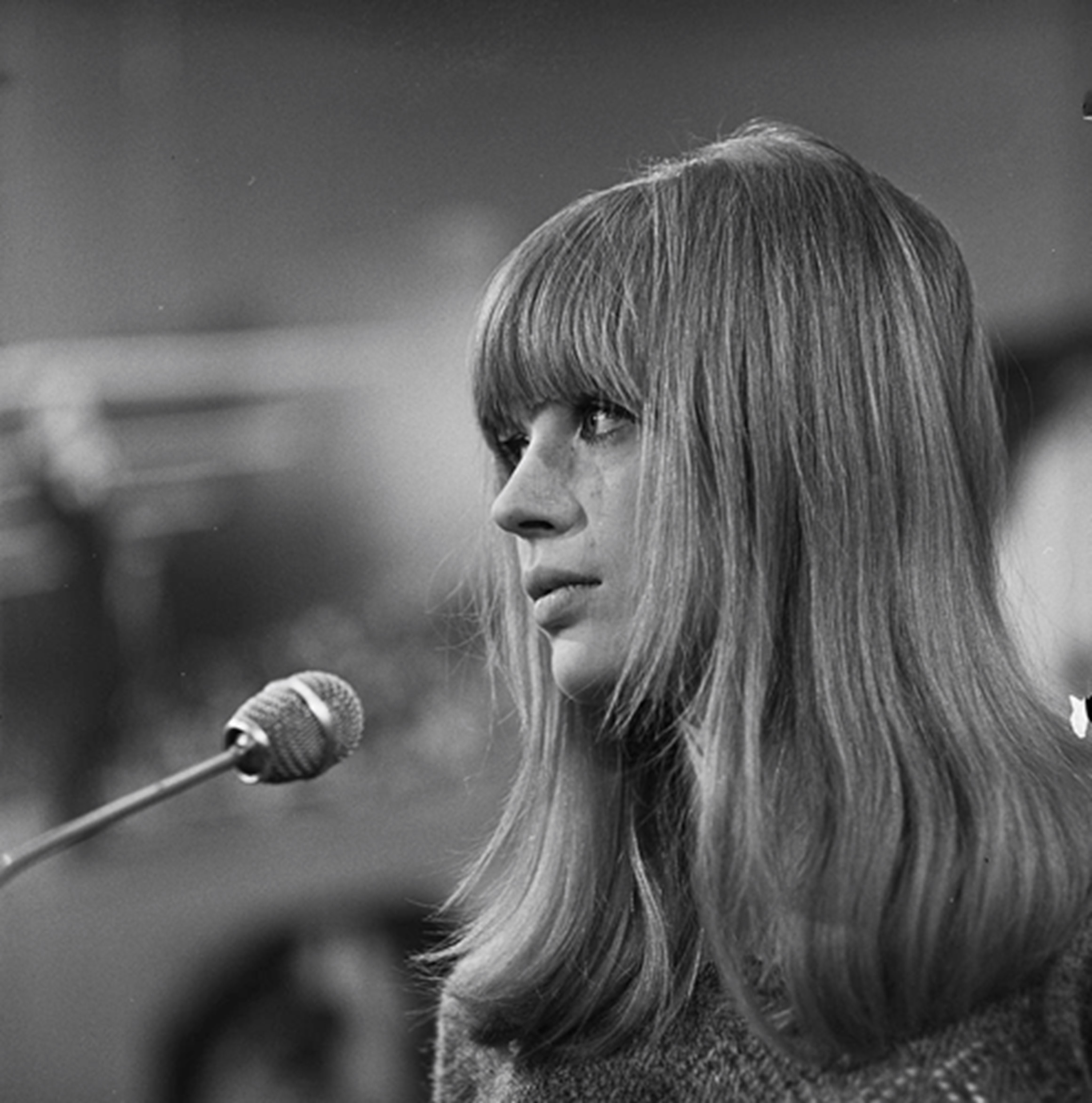
Den brittiska sångaren Marianne Faithfull avled 30 januari, 78 år gammal. Här på en bild från 1966.

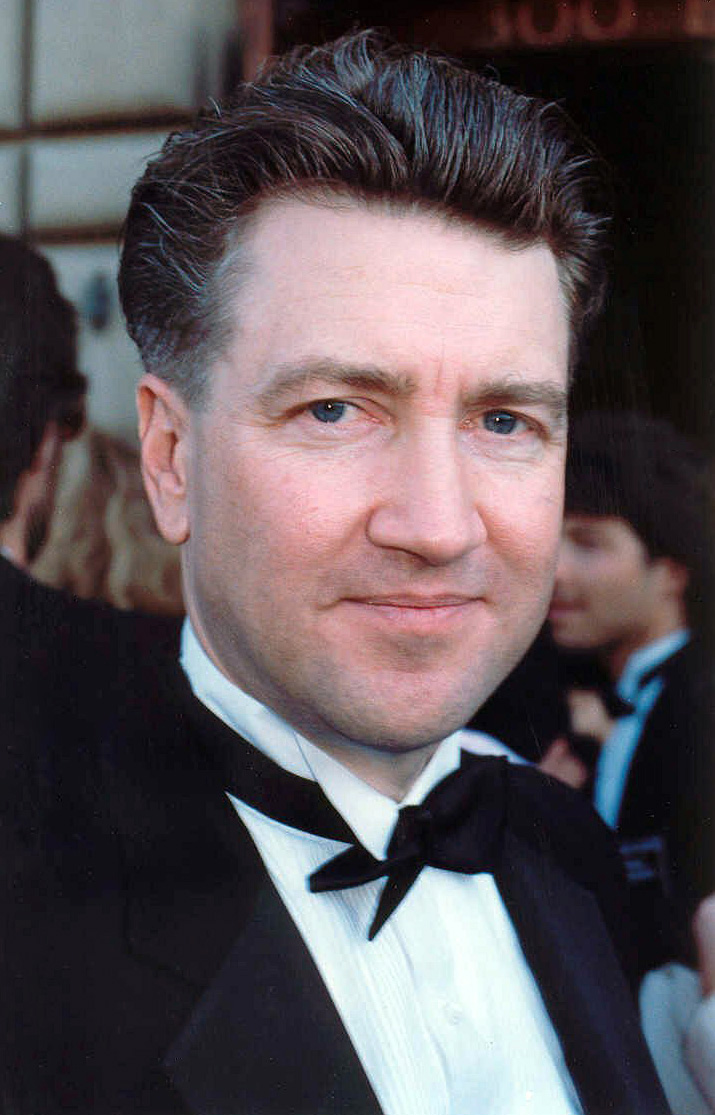
Den amerikanske filmregissören David Lynch avled 16 januari, 78 år gammal.

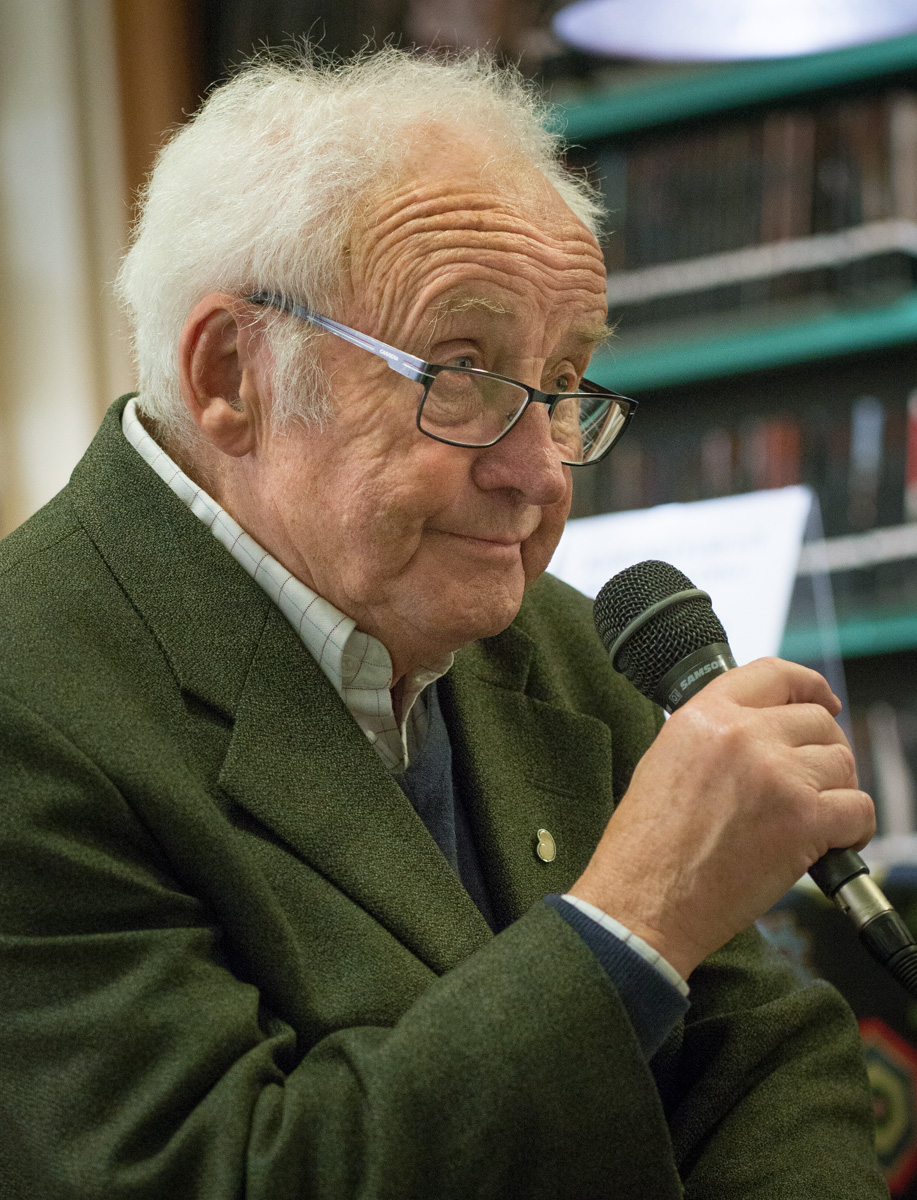
Den svenske politikern Kjell-Olof Feldt avled 8 januari, 93 år gammal.

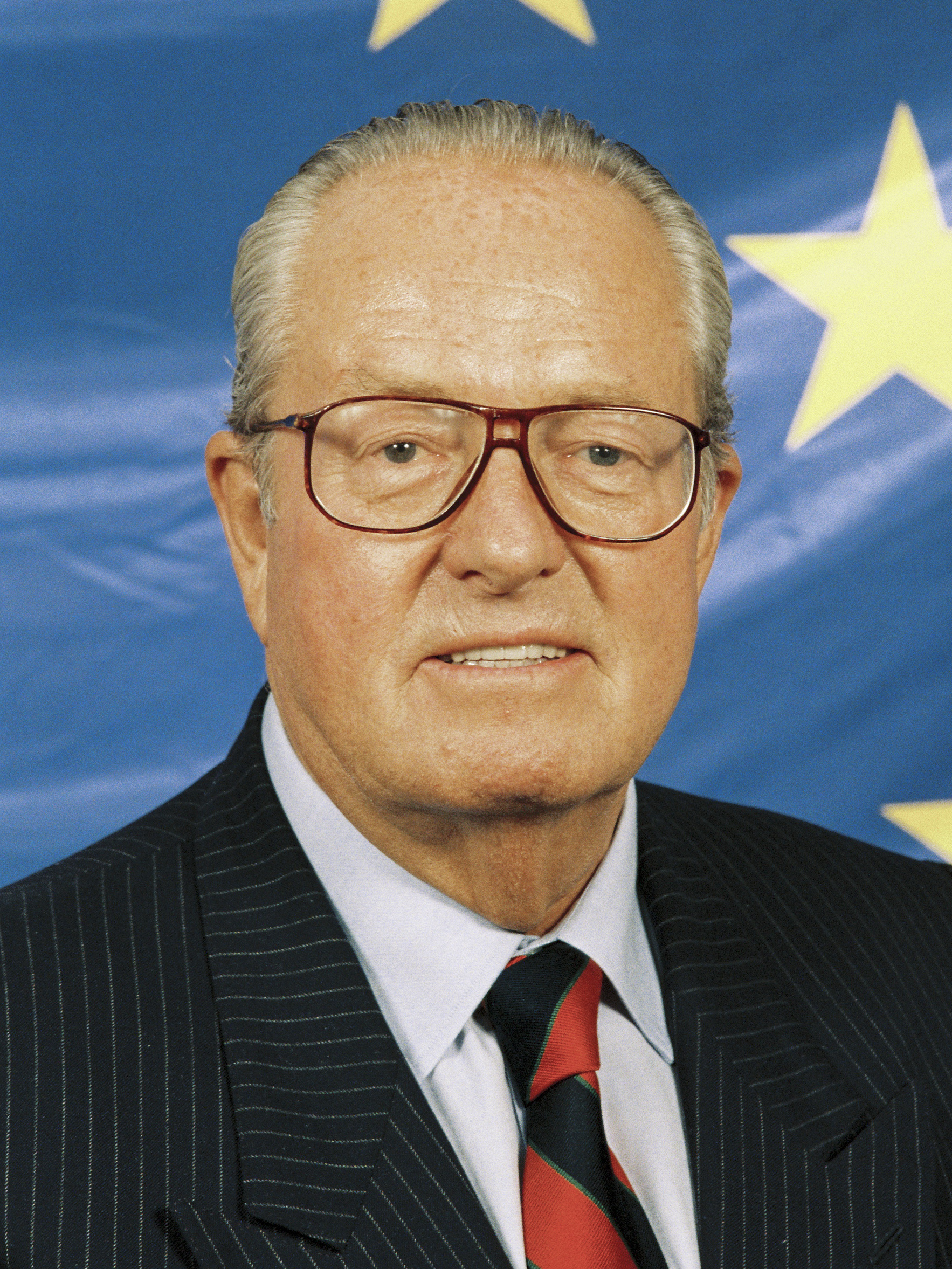
Den franske politikern Jean-Marie Le Pen avled 7 januari, 96 år gammal.

- 31 januari – Brynjar Aa, 64, norsk författare och dramatiker.[445]
- 30 januari – Francis Boyle, 74, amerikansk jurist.[446]
- 30 januari – Dick Button, 95, amerikansk konståkare, OS-guld 1948 och 1952.[447]
- 30 januari – Julius Chan, 85, papuansk politiker, premiärminister 1980–1982, 1994–1997 samt 1997.[448]
- 30 januari – Marianne Faithfull, 78, brittisk sångare och skådespelare.[449]
- 30 januari – Leif "Loket" Olsson, 82, svensk programledare (Bingolotto) och dansbandssångare.[450]
- 29 januari – Leif Aare, 91, svensk musikkritiker och pianist.[451]
- 29 januari – Tobias Eder, 26, tysk ishockeyspelare.[452]
- 29 januari – Salwan Momika, 38, irakisk flykting, aktivist och islamkritiker.[453]
- 29 januari – Richard Williamson, 84, brittisk (engelsk) romersk-katolsk biskop.[454]
- 27 januari – Anna Hannevik, 99, norsk frälsningssoldat (kommendör), territoriell ledare för Frälsningsarmén i Sverige 1986–1990.[455]
- 27 januari – Baldur Preiml, 85, österrikisk backhoppare, OS-brons 1968.[456]
- 26 januari – Hans Klinga, 75, svensk skådespelare och regissör.[457]
- 26 januari – Arto Salomaa, 90, finländsk matematiker och datavetare.[458]
- 25 januari – Greg Bell, 94, amerikansk längdhoppare, OS-guld 1956.[459]
- 25 januari – Dražen Dalipagić, 73, serbisk basketspelare (tävlade för Jugoslavien), OS-guld (lagmedalj) 1980.[460]
- 25 januari – Gunnel Heineman, 103, svensk tecknare och målare.[461]
- 25 januari – Anastasios Yannoulatos, 95, grekisk-albansk kyrkoledare, primas för den albansk-ortodoxa kyrkan.[462]
- 24 januari – Christer Peters, 63, svensk sångare, revyskådespelare och underhållare.[463]
- 22 januari – Michael Longley, 85, brittisk (nordirländsk) poet.[464]
- 22 januari – Alf Skaneby, 80, svensk reseledare och motorsågskulptör.[465]
- 21 januari – Valérie André, 102, fransk neurokirurg, militärläkare, helikopterpilot och medlem av den franska motståndsrörelsen.[466]
- 21 januari – Håkon Bleken, 96, norsk målare och grafisk konstnär.[467]
- 21 januari – Mauricio Funes, 65, salvadoransk politiker och journalist, president 2009–2014.[468]
- 21 januari – Garth Hudson, 87, kanadensisk musiker och låtskrivare (The Band).[469]
- 20 januari – Bertrand Blier, 85, fransk filmregissör och författare.[470]
- 20 januari – Harald Paalgard, 74, norsk filmfotograf.[471]
- 19 januari – Eva Klein, 99, svensk läkare och professor.[472]
- 18 januari – Garry Brooke, 64, brittisk (engelsk) fotbollsspelare.[473]
- 18 januari – Ester Larsen, 88, dansk politiker, hälsovårdsminister 1989–1993.[474]
- 17 januari – Jules Feiffer, 95, amerikansk serietecknare.[475]
- 17 januari – Denis Law, 84, brittisk (skotsk) fotbollsspelare.[476][477]
- 16 januari – Harry Bild, 88, svensk fotbollsspelare, vinnare av Guldbollen 1963.[478]
- 16 januari – Jack Guittet, 95, fransk fäktare, OS-brons 1964.[479]
- 16 januari – David Lynch, 78, amerikansk filmregissör, manusförfattare och musiker.[480]
- 16 januari – Joan Plowright, 95, brittisk skådespelare.[481]
- 15 januari – Melba Montgomery, 86, amerikansk countrysångare och låtskrivare.[482]
- 15 januari – Jeannot Szwarc, 85, fransk film- och TV-regissör (främst verksam inom amerikanska produktioner).[483]
- 15 januari – Raymond Thompson, 75, nyzeeländsk manusförfattare, kompositör och producent.[484]
- 14 januari – Arthur Blessitt, 84, amerikansk evangelikal kringresande predikant.[485]
- 14 januari – Irmgard Furchner, 99, tysk nazistbrottsdömd sekreterare och stenograf (Stutthof).[486]
- 14 januari – Curt Wrigfors, 80, svensk husfabrikör.[487]
- 13 januari – Quentin Davies, 80, brittisk politiker, parlamentsledamot 1987–2010.[488]
- 13 januari – Oliviero Toscani, 82, italiensk fotograf och reklammakare.[489]
- 10 januari – Monica Ekman, 83, svensk mannekäng, skådespelare och krögare.[490]
- 10 januari – Sam Moore, 89, amerikansk soul- och R&B-sångare (del av duon Sam and Dave).[491]
- 9 januari – Barbro Larsson, 94, svensk skådespelare och regissör.[492]
- 8 januari – Gabriel de Broglie, 93, fransk historiker och ämbetsman, kansler för Institut de France 2006–2017.[493]
- 8 januari – Kjell-Olof Feldt, 93, svensk socialdemokratisk politiker, bland annat finansminister 1982–1990.[494]
- 8 januari – Knud Heinesen, 92, dansk politiker, finansminister 1975–1979 och 1981–1982.[495]
- 7 januari – Jean-Marie Le Pen, 96, fransk politiker, grundare av Nationella fronten och dess partiledare 1972–2011.[496]
- 7 januari – Peter Yarrow, 86, amerikansk sångare, gitarrist och låtskrivare (Peter, Paul and Mary).[497]
- 6 januari - John Ahlgren, 90, svensk grafiker, målare och illustratör.[498]
- 6 januari – Henny Eman, 76, arubansk politiker, premiärminister 1986–1989 och 1994–2001.[499]
- 6 januari – Dušan Maravić, 85, serbisk fotbollsspelare (spelade internationellt för Jugoslavien), OS-guld (lagmedalj) 1960.[500]
- 6 januari – Gunvor Nelson, 93, svensk konstnär och experimentfilmare.[501]
- 6 januari – Robert Paul Wolff, 91, amerikansk politisk filosof.[502]
- 5 januari – Robert Hübner, 76, tysk schackspelare.[503]
- 5 januari – Mike Rinder, 69, australisk-amerikansk tidigare talesperson för scientologikyrkan, senare scientologikritiker.[504]
- 5 januari – Konstantinos Simitis, 88, grekisk politiker, premiärminister 1996–2004.[505]
- 5 januari – The Vivienne (James Lee Williams), 32, brittisk drag queen, vinnare av säsong ett av RuPauls dragrace: UK.[506]
- 4 januari – Claude Allègre, 87, fransk geolog, geofysiker och politiker, utbildningsminister 1997–2000.[507]
- 4 januari – Peter Brandes, 80, dansk konstnär (målare, skulptör och keramiker).[508]
- 4 januari – Emilio Echevarría, 80, mexikansk skådespelare.[509]
- 4 januari – Richard Foreman, 87, amerikansk dramatiker och teaterregissör.[510]
- 3 januari – Majda Ra'ad, 82, svensk-jordansk prinsessa av Jordanien.[511]
- 3 januari – Brenton Wood, 83, amerikansk sångare och låtskrivare.[512]
- 2 januari – Jytte Abildstrøm, 90, dansk skådespelare och regissör.[513][514]
- 2 januari – Ágnes Keleti, 103, ungersk-israelisk artistisk gymnast och tränare, olympisk mästare och världsmästare i gymnastik.[515][516]
- 2 januari – Ragne Wahlquist, 69, svensk sångare, gitarrist och heavy metal-pionjär (grundade Heavy Load).[517]
- 2 januari – Göte Wiklund, 86, svensk ishockeyspelare och tränare.[518]
- 1 januari – David Lodge, 89, brittisk författare och litteraturvetare.[519]